# Джуди Денч
Дейм Джудит Оливия Денч CH DBE FRSA (на английски: Dame Judi Olivia Dench) е британска кино- и театрална актриса, и активистка. Във Великобритания има репутацията на една от най-великите актриси в историята главно чрез работата си в театъра, който е нейна сила през цялата ѝ кариера. Неведнъж е обявявана за Номер едно в анкетите за най-добър британски актьор.
Дебютира професионално през 1957 г. с театралната компания Олд Вик. През следващите няколко години участва в няколко пиеси на Шекспир: играе Офелия в „Хамлет“, Жулиета в „Ромео и Жулиета“ и Лейди Макбет в „Макбет“. Въпреки че по-голямата част от дейността ѝ в този период е в театъра, тя работи и в киното и печели награда на БАФТА за най-обещаващ дебют. През 1968 г. получава отлични отзиви за главната си роля на Сали Боулс в мюзикъла „Кабаре“.
През следващите две десетилетия се утвърждава като една от най-значимите британски театрални актриси, работейки за Кралския национален театър и за Кралската шекспирова компания. Получава признанието на критиката за работата си в телевизионните сериали A Fine Romance (1981 – 1984) и As Time Goes By (1992 – 2005), и в двата от които играе главни роли. Филмовите ѝ участия са редки и включват поддържащи роли в големи филми като „Стая с изглед“ с Джеймс Айвъри (1985), преди да се издигне до международната слава като М в „Златното око“ (1995) – роля, която продължава да играе във филмите за Джеймс Бонд до последната си поява в „Спектър“ (2015).
Шесткратно номинирана за наградата „Оскар“, през 1999 г. Денч печели „Оскар“ за най-добра поддържаща актриса за 6-минутното си изпълнение на кралица Елизабет I във „Влюбеният Шекспир“ (1998) и има шест номинации за наградата за изпълненията си в „Мисис Браун“ (1997), „Шоколад“ (2000), „Айрис“ (2001), „Госпожа Хендерсън представя“ (2005), „Записки по един скандал“ (2006) и „Филомена“ (2013). Носителка е и на редица други отличия за актьорската си игра в театъра, киното и телевизията: единадесет награди на Британската филмова академия (1966, 1968, 1982, 1985, 1987, 1989, 1998, 1999, 2001 и 2002 г.), от които четири BAFTA TV и една BAFTA Fellowship, седем награди „Лорънс Оливие“, три награди „Сателит“ (1998, 2008 и 2009 г.), две награди на Гилдията на екранните актьори (1999 и 2001 г.) и „Златен глобус" (1998 и 2001 г.), една Награда „Тони“ (1999), Специална награда „Оливие“ (2004), Европейски филмови награди (2008), Изследователска стипендия на Британския филмов институт (2011) и много други.

## Биография

### Ранни години
Джуди Денч е родена на 9 декември 1934 г. в Хюорт – част от град Йорк, Англия. Майка ѝ Елеанора Олив (родена Джоунс) е родена в Дъблин, Ирландия. Баща ѝ Реджиналд Артър Денч (1897 – 1964) е лекар, роден в Дорсет, Англия, който по-късно се премества в Дъблин, където израства. Той се запознава с майка ѝ, докато учи медицина в Тринити колидж в Дъблин. Денч има двама братя, единият от които е актьорът Джефри Денч (1928 – 2014); и двамата са родени в град Тилзли, Ланкашър. Племенницата ѝ Ема Денч е професор по древноримска история в Бирбек Колидж и в Харвард.
На 13-годишна възраст Денч посещава училище „Маунт“ – частно квакерско средно училище в Йорк, и става квакерка.

## Кариера

### Ранни години
Чрез родителите си Денч е в редовен контакт с театъра. Баща ѝ е личен лекар на Йоркския театър, а майка ѝ е негова гардеробиерка Актьорите често отсядат в дома им. През 1951, 1954 и 1957 г. тя участва непрофесионално в първите три постановки на модерното възраждане на Йоркските мистерии – средновековен цикъл от 43 „Мистерийни пиеси“ (на английски: Mystery plays). В третата пиеса тя играе ролята на Дева Мария, изпълнена на неподвижна сцена в Йоркските музейни градини.
Въпреки че първоначално се обучава за сценографка, Денч се интересува от актьорската игра, тъй като брат ѝ Джеф посещава Централната школа за реч и драматургия (Central School of Speech and Drama) в Лондон, намираща се тогава в Роял Албърт Хол. Тя кандидатства и е приета, и в школата е съученичка на Ванеса Редгрейв. Денч завършва и получава четири актьорски награди, включително Златен медал за изключителна студентка.
През септември 1957 г. актрисата прави първата си професионална сценична изява с театралната компания Олд Вик (Old Vic) в Кралския дворцов театър в Ливърпул като Офелия в „Хамлет“ Според критика на вестник „Ландън Ивнинг Стандарт“ Денч има „талант, който ще бъде показан с по-голямо предимство, когато тя придобие някаква техника, за да го използва“. След това Денч дебютира в Лондон в същата продукция с Олд Вик. Тя е член на компанията в продължение на четири сезона: 1957 – 1961 г., като нейните роли включват Катерина в „Хенри V“ през 1958 г. (неин дебют в Ню Йорк) и Жулиета в „Ромео и Жулиета“ през 1960 г., режисирани от Франко Дзефирели. През този период актрисата обикаля САЩ и Канада, и играе в Югославия и на Единбургския фестивал.
Денч се присъединява към Кралската шекспирова компания през декември 1961 г. с ролята си на Аня във „Вишнева градина“ в Театър „Олдуич“ в Лондон. Тя дебютира в Стратфорд на Ейвън през април 1962 г. като Изабела в „Мяра за мяра“.
Впоследствие играе в сезони на театрите Нотингам Плейхаус от януари 1963 г. (включително турне в Западна Африка като Лейди Макбет за Британския съвет) и Оксфорд Плейхаус от април 1964 г.
На 6 декември 1964 г. играе Валънтайн Уоноп в трите части на The Parade's End по едноименната тетралогия романи на британския писател Форд Мадокс Форд. Драмата е част от Theatre 625 – британски телевизионен драматичен антологичен сериал, продуциран от Би Би Си и излъчван по Би Би Си 2. Същата година тя дебютира в киното в криминалния филм „Третата тайна“ (The Third Secret). През 1965 г. има малка роля в трилъра за Шерлок Холмс A Study in Terror с колегата си от „Нотингам Плейхаус“ Джон Невил. През 1966 г. участва отново в Theatre 365 по Би Би Си 2 в ролята на Тери в драмата от четири части Talking to a Stranger. За изпълнението си печели наградата на БАФТА за най-добра актриса.

### Известност
През 1966 г. Денч получава Наградата на БАФТА за най-обещаващ дебют в главна роля във филм за изпълнението си в „Четири сутринта“ (Four in the Morning). През 1968 г. е ред на Наградата на БАФТА за най-добра актриса за ролята ѝ в британската телевизионна драма на Джон Хопкинс „Говорейки с непознат“ (Talking to a Stranger), излъчена по Би Би Си през 1966 г.
През 1968 г. ѝ е предложена ролята на Сали Боулс в мюзикъла „Кабаре“. Както по-късно казва английският критик Шеридан Морли: „Отначало тя си помисли, че се шегуват. Никога не е правила мюзикъл и има необичаен хриплив глас, който звучи така, сякаш има постоянна настинка. Тя бе толкова уплашена да пее публично, че се яви на прослушване отстрани, оставяйки пианистите сами на сцената". Но след като мюзикълът е представен на сцената на Театър „Палас“ в Лондон през февруари 1968 г., британският драматург Франк Маркъс коментира, че: „Тя пее добре. По-специално главната песен е наситена с голямо чувство."
След дълго участие в „Кабаре“ Денч се присъединява към Кралската шекспирова компания (RSC). В продължение на близо 20 години тя прави многобройни участия с компанията в Стратфорд на Ейвън и в Лондон, и печели няколко награди за най-добра актриса. Тя е херцогинята в „Херцогинята на Малфи“ на Джон Уебстър през 1971 г. В сезона в Стратфорд през 1976 г. и в Театър „Олдуич“ в Лондон през 1977 г. участва в две комедийни представления: като Адриана в мюзикъла на Тревър Нън по пиесата на Шекспир „Комедия от грешки“, и като Беатрис в British Raj – постановката на режисьора Джон Бартън на пиесата на Шекспир „Много шум за нищо“. Английският журналист Бърнард Лъвин пише за Денч във вестник „Съндей Таймс“: „... тя демонстрира още веднъж, че е комична актриса със съвършени умения, може би най-добрата, която имаме."
Едно от най-забележителните ѝ постижения с RSC е ролята на лейди Макбет през 1976 г. Аплодираната постановка на Тревър Нън на „Макбет“ е поставена за първи път с минималистичен дизайн в Tеатър The Other Place в Стратфорд. Неговата малка кръгла сцена фокусира вниманието върху психологическата динамика на героите, а Иън Маккелън в главната роля и Денч получават изключително благоприятни отзиви. „Ако това не е страхотна актьорска игра, не знам какво е", пише критикът Майкъл Билингтън във вестник „Гардиън“, а JC Trewin коментира в списание „Лейди“: „Ще се учудя, ако изпълнението ѝ е съчетаемо с някое друго от поколението на тази актриса“. Продукцията е пренесена в лондонския театър Donmar Warehouse през септември 1977 г. и е адаптирана за телевизията, и по-късно е пусната на VHS и DVD. През 1977 г. Денч печели наградата на Театралното дружество на Уест Енд (SWET) за най-добра актриса.
Денч е номинирана за Наградата на БАФТА за ролята си на Хейзъл Уайлс в драмата на Би Би Си от 1979 г. „На раменете на гигант“ (On Giant's Sdhoulders). През 1989 г. е избрана за ролята на Пру Форест – дългогодишна няма съпруга на Том Форест в сапунената опера на Би Би Си „Стрелците“ (The Archers) в 10000-то ѝ издание. Тя има романтична роля в телевизионния филм на Би Би Си „Лангриш, слезни“ (Langrishe, Go Down) (1978) с Джеръми Айрънс; сценарист на филма по романа на ирландския писател Ейдън Хигинс е Харолд Пинтър, а режисьор – Дейвид Джоунс. Във филма Денч играе една от трите сестри – стари моми, живеещи в западащо ирландско имение в Уотърфорд.
Денч дебютира като режисьор през 1988 г. с турнето на Театрална компания „Ренесанс“ на име „Ренесансовият Шекспир на път" в сътрудничество с една от най-старите британски театрални компании – Birmingham Rep. Сезонът завършва с 3-месечна репертоарна програма в Театър „Финикс" в Лондон. Приносът на Денч е в постановката на „Много шум за нищо“, представена в Наполеоновата епоха, в която Кенет Брана и Ема Томпсън играят ролите на Бенедикт и Беатрис.
Денч участва многократно в Уест Енд, включително в ролята на Мис Трант в мюзикъла The Good Companions през 1974 г. в Театъра на Нейно Величество (Her Majesty Theatre). През 1981 г. не успява да изиграе ролята на Гризабела в оригиналната продукция на мюзикъла „Котките“, т.к. е принудена да се оттегли поради скъсано ахилесово сухожилие, оставяйки ролята на Илейн Пейдж.
Актрисата играе в Кралския национален театър в Лондон, където е в незабравимата роля на Клеопатра в пиесата на Шекспир „Антоний и Клеопатра“ (1987). През септември 1995 г. е Дезире Армфелдт в голямото възраждане на мюзикъла „Малка нощна музика“ на американския композитор Стивън Сондхайм, за която роля печели награда „Лорънс Оливие“.
През 1989 г. Денч участва в британския телевизионен сериал „Лошо поведение“ (Behaving Badly), излъчен по Чанъл 4, базиран на едноименния роман на Катрин Хийт.

### Популярен успех
След дълъг период между филмите за Джеймс Бонд „Упълномощен да убива“ (1989) и „Златното око“ (1995), продуцентите дават на Денч ролята на М – шефка на Джеймс Бонд. Както се твърди, персонажът е създаден по модела на дама Стела Римингтън – истинският ръководител на MI5 между 1992 и 1996 г. Денч става първата жена, която играе М, наследявайки Робърт Браун. „Златното око“ е 17-ият шпионски филм от поредицата и първият с участието на Пиърс Броснан като служител на MI6; той е първият филм за Бонд, направен след разпадането на Съветския съюз и края на Студената война, който дава предисторията на сюжета. В световен мащаб брутните печалби от него възлизат на 350,7 млн. щатски долара, а критиците гледат на него като на модернизиране на поредицата.
През 1997 г. Денч играе първата си главна филмова роля като кралица Виктория в телевизионния филм на Джон Мадън „Мисис Браун“, който показва връзката на кралицата с личния ѝ слуга и фаворит Джон Браун, изигран от Били Конъли. Заснет с намерението да бъде показан по Би Би Си 1 и в Masterpice Theatre – драматичен антологичен телевизионен сериал на американската телевизия WGBH, той е закупен от магната на Мирамакс Харви Уайнстийн. Той счита, че драматичният филм трябва да бъде излъчен по кината и го показва в американските киносалони. Филмът се радва на положителни отзиви и на неочакван търговски успех, спечелвайки повече от 13 млн. долара по целия свят. През 1997 г. е показан в раздела Un Certain Regard на Фестивала в Кан. За изпълнението си Денч събира всеобщото признание от критиците; тя е отличена с четвъртата си номинация за Наградата на БАФТА за най-добра актриса във водеща роля и с първата си номинация за най-добра актриса на 70-те награди „Оскар“. През 2011 г., докато приема наградата на Британския филмов институт в Лондон, актрисата казва, че проектът поставя началото на нейната холивудска кариера и се шегува, че „това е благодарение на Харви, чието име съм си татуирала на дупето“. През 2017 г. Денч казва за вестник „Сън“, че Уайнстийн несъмнено е помогнал за филмовата ѝ кариера и тя не е знаела за сексуалните му посегателства, и изразява съчуствие към жертвите.
Другият филм на Денч от 1997 г. е „Винаги ще има утре" на Роджър Спотисууд, който е вторият ѝ филм от поредицата за Джеймс Бонд. Същата година тя работи отново с режисьора Джон Мадън в игралния филм „Влюбеният Шекспир“ (1998) – романтична комедийна драма, която изобразява любовната връзка на Уилям Шекспир, изигран от Джоузеф Файнс, по времето когато пише пиесата „Ромео и Жулиета“. По повод играта на Денч в ролята на Елизабет I вестник „Ню Йорк Таймс“ коментира, че „проницателната, ужасяваща Елизабет на Денч е едно от най-големите наслади на филма“. На следващата година тя е номинирана за повечето от важните филмови награди, като печели както награда Оскар за най-добра поддържаща женска роля, така и наградата на БАФТА за най-добра актриса в поддържаща роля.
През 1999 г. Денч печели Награда „Тони“ за изпълнението си на Есме Алън в постановката на Бродуей Amy's View на сър Дейвид Хеър. Същата година тя участва заедно с Шер, Джоан Плоурайт, Маги Смит и Лили Томлин в полуавтобиографичната драма „Чай с Мусолини“ на Франко Дзефирели, която разказва за възпитанието на младото италианско момче Лука от група британки и американки преди и по време на Втората световна война. През 1999 г. излиза и третият филм за Джеймс Бонд с Пиърс Броснан „Само един свят не стига“. В него М има по-голяма роля с главния злодей Ренард, който се завръща, за да я преследва, замисля убийството на стария ѝ приятел сър Робърт Кинг и уж се опитва да убие дъщеря му Електра.

### 2001 – 2005 г.
През януари 2001 г. съпругът на Денч Майкъл Уилямс умира от рак на белия дроб. Денч заминава за Нова Скотия, Канада почти веднага след погребението му, за да започне продукцията на драматичния филм на Ласе Халстрьом „Местни новини“ – терапия, която тя по-късно определя като свое спасение: „Хора и приятели непрекъснато ми казваха: „Ти не излизаш насреща на това, а трябва да се изправиш насреща му“, и може би бяха прави, но аз чувствах, че съм се изправила – в актьорската игра. Скръбта ти дава огромно количество енергия. Трябваше да използвам това.“ Междувременно Денч завършва работата си по филма на Ричард Ейър „Айрис“ (2001), в който играе ролята на писателката Айрис Мърдок. Тя споделя ролята си с Кейт Уинслет, като двете играят Мърдок в различни етапи от живота ѝ. Всяка от тях е номинирана за „Оскар“ на следващата година, като Денч печели четвъртата си номинация за пет години. В допълнение тя е отличена както с наградата на Кръга на лондонските филмови критици (ALFS Award), така и с наградата на БАФТА за най-добра актриса в главна роля на 55-те филмови награди на Британската академия за филмово и телевизионно изкуство.
След „Айрис“ Денч се връща в Канада, за да завърши „Местни новини“ заедно с Кевин Спейси и Джулиан Мур. Драмата на филма въз основа на едноименния роман на американската писателка Ани Пру, носителка на наградата „Пулицър“, се върти около мълчалив и интровертен печатар (Спейси), който след смъртта на майката на дъщеря си се мести в Нюфаундленд заедно с дъщеря си и леля си, изиграна от Денч, с надеждата да започне живота си наново в малкото градче, където тя е израснала. Филмът с бюджет 35 млн. долара печели смесени отзиви от критиците и е финансово неуспешен с печалба от едва 24 млн. щатски долара по целия свят. Денч получава номинации за наградите на БАФТА и на Гилдията на киноактьорите.
През 2002 г. Денч играе с Рупърт Евърет, Колин Фърт и Рийз Уидърспун в комедията на Оливър Паркър „Колко е важно да бъдеш сериозен“ за сгрешената идентичност в английското висше общество по време на Викторианската епоха. Във филма въз основа на класическата комедия на нравите на Оскар Уайлд със същото име тя играе ролята на лейди Бракнел – роля, която е играла многократно и преди, включително в Кралския национален театър през 1982 г. Филмът има хладен прием от критиката, която го нарича „прохладно забавление, подпомогнато от впечатляващ актьорски състав", но смята, че то страда „от някои особени режисьорски решения“. Лентата печели едва 17,3 млн. щатски долара по време на ограниченото ѝ излъчване. Друг филм на Денч от 2002 г. е „Не умирай днес“ – 12-а част от поредицата за Джеймс Бонд. Шпионският филм на Лий Тамахори отбелязва четвъртото ѝ участие като ръководител на MI6 и последното изпълнение във франчайза на Пиърс Броснан като Бонд. Филмът получава смесени отзиви, но независимо от това той става най-касовият филм за Джеймс Бонд дотогава. В детския анимационен за деца „Анджелина Балерина“ от 2002 г. Денч дава гласа си на г-ца Лили – учителката по балет на Анджелина, а дъщеря ѝ Финти Уилямс озвучава самата Анджелина.
През 2004 г. Денч играе Ереон – посланичка на расата на Елементите, която помага да се разкрие мистериозното минало на Ричард Б. Ридик, изигран от Вин Дизел, в научнофантастичния игрален филм на режисьора Дейвид Туи „Хрониките на Ридик“. Избрана от Дизел, който желае да работи с нея и който подтиква сценаристите да пренарисуват персонажа, за да се напасне той на женския герой, тя нарича снимките „огромно забавление“, въпреки че „няма абсолютно никаква представа какво се случва в сюжета". Филмът е провал по отношение на критиката и печалбите. В рецензията си за филма американският филмов критик Джеймс Берардинели от „Рийлвюз“ смята, че персонажът на Денч не е имал „по-полезна цел от това да даде възможност на самата нея да се появи в научнофантастичен филм“.
Следва по-традиционна роля в английската драма „Дами в лилаво“ на Чарлз Данс, в който играе и приятелката ѝ Маги Смит. Във филма актрисата играе едната от две сестра, която се нагърбва с това да върне непознат мъж към здравето и в крайна сметка се оказва, че си пада по мъж с много десетилетия по-млад от нея. Специалното издание събира положителни отзиви от критиците, като Роджър Ебърт от в. „Чикаго Сънтаймс“ го нарича „съвършено сладък и цивилизован [и] удоволствие да гледаш Смит и Денч заедно; актьорската им игра е толкова естествена, че може да диша". През 2004 г. Денч озвучава герои в няколко по-малки проекта. В анимационния филм на Уолт Дисни „Бандата на кравите“ тя дава гласа си на една от трите млекодайни крави, които трябва да заловят скандален крадец на добитък за премия, за да спасят идиличната си ферма от затваряне. Филмът има малък успех за Дисни.
Голям успех за Денч е филмът „Гордост и предразсъдъци“ на Джо Райт – адаптация от 2005 г. на романа на Джейн Остин с участието на Кийра Найтли и Доналд Съдърланд. Райт убеждава Денч да се присъедини към актьорския състав като лейди Катрин де Бур, като ѝ пише писмо, в което пише: „Обичам, когато играеш кучка. Моля те, ела и бъди кучка за мен." Денч има на разположение само една седмица, за да заснеме сцените, принуждавайки Райт да я снима в първите дни на снимачната площадка. Със световна брутна печалба от над 121 млн. щатски долара и няколко номинации за „Оскар“ и „Златен глобус“ филмът се радва на одобрението на критиката и на комерсиален успех.

### 2006 – 2010 г.
Денч в ролята на М е единственият член на актьорския състав във филмите с Пиърс Броснан, който се появява в „Казино Роял“ (2006) – новият старт на Мартин Кембъл на филмовата поредица за Джеймс Бонд, с участието на Даниъл Крейг в дебюта му като агент на MI6. Трилърът получава до голяма степен положителен прием на критиката, като критиците подчертават играта на Крейг и преоткриването на персонажа на Бонд. Филмът носи печалба от над 594 млн. щатски долара по целия свят, което го класира сред най-печелившите филми за Джеймс Бонд, излизали някога. Също през април 2006 г. Денч се завръща на сцената на Уест Енд в пиесата Hay Fever заедно с Питър Боулс и Белинда Ланг. Тя завършва годината с ролята на г-жа Нел Куикли в новия мюзикъл на Кралската Шекспирова компания The Merry Wives – версия на пиесата на Шекспир „Веселите уиндзорки“.
Денч е антагонистка на Кейт Бланшет в ролята си на лондонска учителка, обичаща уязвими жени, в драматичния филм на Ричард Ейър „Записки по един скандал“ от 2006 г. – адаптация на едноименния роман на английската писателка Зои Хелър от 2003 г. Почитателка на книгата, Денч „е развълнувана да бъде помолена да... изиграе тази жена, да се опита да намери човечност в този ужасен човек“. Филмът се радва като цяло на положителни отзиви и на търговски успех, като печели 50 млн. щатски долара по целия свят, надхвърляйки бюджета си от 15 млн. британски лири. В рецензията си за в. „Чикаго Сънтаймс“ филмовият критик Роджър Ебърт обявява главните актриси за „може би най-впечатляващото актьорско дуо от всички филми през 2006 г. Денч и Бланшет са великолепни.“ На следващата година Денч печели шестата си номинация за „Оскар“, наградата на Независимите британски филми (BIFA) за най-добра актриса в независим британски филм и най-старата британска филмова награда – Ивнинг Стандарт. Денч, в ролята на госпожица Мати Дженкинс, участва заедно с Айлийн Аткинс, Майкъл Гамбън, Имелда Стонтън и Франческа Анис в поредицата на Би Би Си 2 от пет части „Кранфорд“, която стартира през ноември 2007 г.
През февруари 2008 г. Денч озвучава актуализираната световна атракция на Уолт Дисни Spaceship Earth в тематичен парк Епкът (Epcot) в град Бей Лейк, Флорида. Същия месец тя е обявена за първия официален покровител на Йоркските младежки мистерии за 2008 г. – проект, който позволява на младите хора да изучават средновековния цикъл от Йоркски мистерийни пиеси чрез танци, правене на филми и цирк. Единственият ѝ филм през 2008 г. е „Спектър на утехата“ на Марк Форстър – 22-рият поред филм за Джеймс Бонд (в ролята: Даниел Крейг), в който тя отново играе М. Пряко продължение на филма „Казино Роял“ от 2006 г., Форстър усеща, че Денч е била недостатъчно използвана в предишните филми, и иска да разшири ролята, като я кара да взаимодейства повече с Бонд. Проектът има смесени отзиви от критиците, които главно смятат, че филмът не е толкова впечатляващ като предшественика му, но той все пак става още един хит за франчайза с брутна световна печалба от 591 млн. щатски долара. За изпълнението си Денч е номинирана следващата година за наградата „Сатурн“.
Денч се завръща в Уест Енд, Лондон в средата на 2009 г., играейки Мадам дьо Монтрьой в пиесата на Юкио Мишима „Мадам дьо Сад“, режисирана от Майкъл Грандейдж като част от сезона на Донмар в Tеатър „Уиндъм“ (Windham Theatre). Същата година тя се появява в експерименталния филм на Сали Потър „Ярост“ (Rage) – проект, в който участват 14 актьори, играещи измислени лица във и около модния свят, които изнасят монолози на обикновен фон. Привлечена от факта, че не прилича на нищо, което е правила преди, Денч приветства възможността да работи с Потър. „Обичам да правя нещо, което е неочаквано или непредсказуемо. Трябваше да се науча да пуша джойнт и запалих панталоните си“, казва тя за снимките. Следващият ѝ филм е музикалният филм на Роб Маршал „Девет“, базиран на либретото на Артър Копит за едноименния мюзикъл от 1982 г., на свой ред предложен от полуавтобиографичния филм на Федерико Фелини „8½“. Във филма с участието на Даниъл Дей-Люис, Марион Котияр, Пенелопе Крус и София Лорен Денч играе Лили Ла Фльор – ексцентрична, но майчински настроена френска дизайнерка на костюми, която изпълнява във филма песента „Фоли Бержер“. Въпреки смесените до отрицателни отзиви, лентата е номинирана за четири награди „Оскар“, и печели както наградата „Сателит“ за най-добър филм, така и тази за най-добър актьорски състав.
Също през 2009 г. Денч повторно изиграва ролята на Матилда Дженкинс в „Завръщане в Кранфорд“ – втория сезон от две части на телевизионния сериал на Саймън Къртис. Приветствана от критиката, Денч е номиниран за наградите „Златен глобус", „Еми“ и „Сателит“. През 2010 г. тя подновява сътрудничеството си с режисьора Питър Хол в Театър „Роуз“ в Кингстън на Темза близо до Лондон в пиесата на Шекспир „Сън в лятна нощ“ през февруари 2010 г. Тя играе Титания/кралица Елизабет I в по-късните си години – почти 50 години след като за първи път играе ролята с Кралската Шекспирова компания. През юли 2010 г. Денч изпълнява парчето Send in the Clowns на специален празничен концерт по крайбрежната алея при Роял Албърт Хол като част от абитуриентския сезон и в чест на 80-ия рожден ден на композитора Стивън Сондхайм.

### 2011 – 2014 г.
През 2011 г. Денч участва в „Джейн Еър“, „Моята седмица с Мерилин“ и „Дж. Едгар“. В драмата „Джейн Ейър“ на Кари Джоги Фукунага, базирана на едноименния роман от 1847 г. на Шарлот Бронте, тя играе ролята на Алис Феърфакс – икономка на Рочестър, резервиран и замислен господар на Торнфийлд Хол, където главната героиня Джейн, изиграна от Миа Вашиковска, е наета като гувернантка. Съобщава се, че Денч подписва проекта, след като получава лична бележка от Фукунага, в която той „ѝ обеща, че ще бъде най-секси жена на снимачната площадка, ако направи филма". Хвален сред критиците, филмът има недостатъчен успех в боксофиса, спечелвайки 30,5 млн. щатски долара по целия свят. В „Моята седмица с Мерилин“ на Саймън Къртис, който показва създаването на филма от 1957 г. „Принцът и шоугърлата“ с участието на Мерилин Монро и Лорънс Оливие, Денч играе актрисата Сибил Торндайк. Филмът събира предимно положителни отзиви и печели на Денч номинацията за Наградата на БАФТА за най-добра актриса в поддържаща роля.
Последният филм на Денч за 2011 г. е „Дж. Едгар“ на Клинт Истууд – биографичен драматичен филм за кариерата на ръководителя наФБР Дж. Едгар Хувър, изигран от Леонардо ди Каприо, включващ разглеждане на личния му живот като прикрит хомосексуалист. Денч, избрана от Истууд за ролята на Ана Мари Хувър – майката на Хувър, казва за телефонното обаждане на режисьора: „Отначало не го приех насериозно. И тогава разбрах, че наистина е той и това бе сложен разговор“. Приет със смесен прием както от критиката, така и от зрителите, филмът печели 79 млн. щатски долара по целия свят. Същата година Денч се събира с Роб Маршал и Джони Деп за епизодична поява в „Карибски пирати: В непознати води“ в ролята на благородничка, ограбена от капитан Джак Спароу, изигран от Деп. Същата година тя прави второ камео в Run for Your Wife на Рей Куни.
През 2011 г. Денч работи с режисьора Джон Мадън на снимачната площадка на комедийната драма „Най-екзотичният хотел „Мариголд““ (2012) с участието на актьорски състав от Селия Имри, Бил Най, Роналд Пикап, Маги Смит, Том Уилкинсън и Пенелопи Уилтън. Те са група британски пенсионери, които се преместват в пенсионерски хотел в Индия, управляван от младия и нетърпелив Сони (Дев Пател). Приет положително от критиците, които обявяват филма за „сладка история за старци с участието на първокласен състав от актьори-ветерани“, той става изненадващ касов хит след международното му издание и спечелва 134 млн. щатски долара по целия свят. Той е класиран сред най-печелившите специални издания за годината, а Денч, която Питър Травърс от сп. „Ролинг Стоун“ нарича „жилаво чудо“, получава номинация за най-добра актриса за Британските независими филмови награди и за наградата „Златен глобус“. Същата година актрисата издава автобиография And Furthermore.
Също през 2012 г. Friend Request Pending – независим късометражен филм, в който Денч се снима през 2011 г., получава широко разпространение като част от компилацията от късометражни игрални филми Stars in Shorts и от The Joy of Six. В 12-минутната комедия, режисирана от асистент-режисьора на „Моята седмица с Мерилин“ Крис Фогин с бюджет от едва 5000 британски лири актрисата играе пенсионерка, която се бори с любовта си към църковния си хормайстор и с изкуството на кибер флирта чрез социалните мрежи. Денч освен това прави седмата си и последна изява като М в 23-тия филм за Джеймс Бонд – „007 Координати: Скайфол“, режисиран от Сам Мендес. Във филма Бонд разследва атака срещу MI6. Оказва се, че това е част от нападение срещу М от бившия оперативен агент на MI6 Раул Силва (изигран от Хавиер Бардем), за да я унижи, дискредитира и убие като отмъщение срещу нея за това, че го е предала. Позицията на Денч като М впоследствие е запълнена от героя на Ралф Файнс. Съвпадайки с 50-годишнината от поредицата за Джеймс Бонд, филмът е приет положително от критиците и от боксофиса, спечелвайки над 1 млрд. щатски долара в световен мащаб и ставайки най-касовият филм за всички времена във Великобритания и най-касовият филм от поредицата за Джеймс Бонд. Критиците наричат изпълнението на Денч, номинираното за наградите „Сатурн“, „неустоимо светещо“.
През 2013 г. Денч играе главната роля във филма на Стивън Фриърс „Филомена“, вдъхновен от истинския живот на жена, която търси сина си, отнет ѝ от Католическата църква половин век по-рано. Филмът е излъчен в основната конкурсна секция на 70-ия Международен филмов фестивал във Венеция, където е приет много благосклонно от критиците. По отношение на представянето на Денч сп. „Таймс“ коментира, че „това е триумфът на Денч. На 78 години тя има златна кариера зад гърба си, често като кралици и други мразовити матриарси. Така че топлината под натиск, която тя излъчва тук, е почти изненада... Денч представя изящество, нюанс и кинематографичен героизъм." Впоследствие тя е номинирана за значими актьорски награди, включително 7-а номинация за „Оскар“.

### 2015 – 2017 г.
През 2015 г. Денч е антагонистката на Дъстин Хофман във филма на Диърлба Уолш – телевизионната адаптация на детския роман на Роалд Дал Ésio Trot (1990), в който пенсиониран ерген се влюбва в овдовялата си съседка, изиграна от Денч, гледаща костенурка като спътник след смъртта на съпруга си. Филмът е излъчен за първи път по Би Би Си 1 на Нова година 2015 г., става една от най-гледаните програми за седмицата, и през 2016 г. печели на Денч първата ѝ номинация за най-добра актриса за Международните награди „Еми“. За изпълнението ѝ Майкъл Хоган от вестник „Телеграф“ коментира: „Ние сме свикнали да виждаме Денч в забранени роли, но ето, че тя напомни за нейната свободна, флиртуваща страна, показвана в ситкоми като A Fine Romance и As Time Goes By. Дамата бе искряща и направо очарователна.“
Заедно с по-голямата част от оригиналния актьорски състав Денч играе във филма на Джон Мадън „Вторият най-екзотичен хотел „Мариголд““ (2015) в ролята на Евелин, продължение на хита от 2011 г. Комедийната драма получава хладен прием от критиците, които я намират „толкова оригинална колкото и заглавието ѝ, но с актьорски състав, който е толкова талантлив и очарователен без [каквито и да е] усилия, [така че] това едва ли има значение“. От април до май 2015 г. Денч играе майка, а нейната истинска дъщеря Финти Уилямс е нейната дъщеря в пиесата The Vote в Театър ,Донмар Уерхаус“ в Лондон. Финалното представление е излъчено наживо по More4 в 20:25 часа – времето, в което се случват събитията в пиесата. Появата бележи първото ѝ театрално представление от 1976 г. насам. На 20 септември 2015 г. Денч гостува на радиопрограмата Desert Island Discs по BBC Radio 4 за трети път и разкрива, че първото ѝ актьорско изпълнение е като охлюв в пиеса в Квакерското ѝ училище. Тя възпроизвежда ролята си на М във филма за Джеймс Бонд от 2015 г. „Спектър“ под формата на запис, който е доставен на Бонд.
През 2016 г. Денч печели наградата „Лорънс Оливие“ за най-добра актриса в поддържаща роля за ролята си на Паулина в „Зимна приказка“ и чупи собствения си рекорд с осмата си победа като изпълнител. След това тя играе ролята на Сесили Невил, херцогиня на Йорк, в „Ричард III“ с Бенедикт Къмбърбач във втората поредица на историческия сериал на Би Би Си 2 „Кухата корона“. Същата година Денч заедно с Ева Грийн и Аса Бътърфийлд участва във фентъзи филма на Тим Бъртън „Домът на мис Перигрин за чудати деца“. Тя играе мис Есмералда Авосет – директорка, която може да манипулира времето и да се превръща в птица. Филмът събира смесени отзиви от критиците, които смятат, че той е по-силен като визуално изживяване отколкото като разказ. С бюджет от 110 млн. щатски долара той се превръща в касов хит с печалба от близо 300 млн. щатски долара по целия свят.
Първият филм на Денч за 2017 г. е „Треска за лалета“ на Джъстин Чадуик, в който тя играе заедно с Алисия Викандер и Кристоф Валц. Ситуиран в епохата на манията по лалетато, филмът е историческа драма, която проследява живота на художник от 17 век в Амстердам, който се влюбва в омъжена жена, чийто портрет е нает да нарисува. Филмът, заснет през 2014 г., претърпява няколко забавяния и печели до голяма степен негативни отзиви от критиците, които го наричат „красиво монтиран период от време, снижен от невдъхновен диалог и прекомерни заговори". Също така през 2017 г. Денч повтаря ролята на кралица Виктория в „Довереникът на кралицата“ на Стивън Фриърс. Биографичната комедийна драма изобразява реалните отношения между кралицата и нейния индийски мюсюлмански слуга Абдул Карим, изигран от Али Фазал. Докато филмът е посрещнат с хладни отзиви заради „небалансирания си разказ“, Денч заслужава конкретна похвала за изпълнението си, спечелвайки 12-а си номинация за „Златен глобус“.
През септември 2017 г. уебсайтът LADBible публикува видеоклип с Денч, която рапира с британския грайм музикант MC Lethal Bizzle. Сътрудничеството възниква, защото жаргонният термин dench, който се използва като комплимент, присъства в текстовете на Bizzle и върху неговата марка дрехи Stay Dench, която Денч преди това помага да се популяризира. Последният филм на Денч през годината е „Убийство в Ориент Експрес" на Кенет Брана, базиран на едноименния роман от 1934 г. на Агата Кристи. Филмът с мистериозно-драматичен актьорски състав проследява световноизвестния детектив Еркюл Поаро, който се опитва да разкрие убийство в известния европейски влак през 30-те години на 20 век. Денч играе принцеса Драгомиров като антагонистка на Джони Деп, Мишел Пфайфър и Пенелопе Крус. Филмът печели 351 млн. долара по целия свят и получава смесени до положителни отзиви от критиците, с похвали за изпълненията на актьорския състав, но и с критики за това, че не е добавил нищо ново към предишните адаптации.

### 2018 – 2020 г.
Денч е избрана за ролята на по-старата версия на Джоан Елизабет Стенли – главната героиня в шпионския драматичен филм на Тревър Нън „Червената Джоан“ (2018). Базиран на едноименния роман на Джени Руни, той е вдъхновен от живота на агентката на КГБ Мелита Норууд. Докато филмът получава негативни отзиви, Денч е аплодирана за изпълнението си, като вестник „Дейли Телеграф“ твърди, че „Денч е похабена в това абсурдно изображение“. Другият ѝ филм от 2018 г. е „Всичко е вярно“ – измислен исторически филм, за който тя се събира отново с Кенет Брана, за да изобрази съпругата на Уилям Шекспир Ан Хатауей. Критиците наричат филма „[филм] с впечатляващ екип и красиво заснет. Той хвърля елегичен поглед към последните дни на Шекспир." Също през 2018 г. Денч се появява заедно с Айлин Аткинс, Джоан Плоулайт и Маги Смит в документалния филм на Роджър Мичъл Nothing Like a Dame, който документира разговорите между тези актриси, осеяни със сцени от кариерата им в киното и на театралната сцена. Той получава възторжени отзиви, като вестник „Гардиън“ го обявява за „скандално забавен филм“.
През 2019 г. Денч представя документален филм от две части за природата по телевизионния канал Ай Ти Ви на име „Дивото приключение в Борнео на Джуди Денч“, в която тя и партньорът ѝ пътуват из острова, разглеждайки забележителната дива природа и усилията на природозащитниците да я запазят за бъдещите поколения. През есента на 2019 г. тя играе ролята на Старата Дютерономи в игралния филм „Котките“ на Том Хупър – филмова адаптация на мюзикъла „Котки" заедно с Дженифър Хъдсън, Иън Маккелън, Тейлър Суифт и Джеймс Кордън. Филмът получава преобладаващо негативни отзиви от критиците, които го критикуват за компютърно генерираните ефекти, сюжета и тона, като мнозина го наричат „един от най-лошите филми за 2019 г.“. Въпреки това той събира ок. 74 млн. долара печалба по целия свят при бюджет от 100 млн. долара.
През юни 2020 г. Денч се среща отново с Кенет Брана в неговия научнофантастичен/фентъзи приключенски филм „Артемис Фоул", базиран на първия роман от поредицата „Артемис Фоул“ на Оуън Колфър. Същата година актрисата играе заедно с Еди Изард, Карла Юри и Джеймс Д'Арси във военната драма на Анди Годард „Шест минути до полунощ“. Денч също така приключва със снимките на комедийния филм Blithe Spirit, базиран на едноименната пиеса на Ноъл Кауърд от 1941 г. Режисиран от Едуард Хол, той излиза в Обединеното кралство на 4 септември 2020 г.

## Личен живот
През 1971 г. Денч се омъжва за актьора Майкъл Уилямс и остава с него до смъртта му през 2001 г. През 1972 г. се ражда единственото им дете – дъщеря им Тара Кресида Франсис Уилямс, известна професионално като Финти Уилямс. От нея Денч има един внук – Самуел, роден през 1997 г. Заедно със съпруга си Денч участва в няколко театрални постановки и в английската телевизионна ситуационна комедия „Чудесен романс“ (A Fine Romance) (1981 – 1984).
Денч има връзка с природозащитника Дейвид Милс от 2010 г. В интервю за списание „Таймс“ през 2014 г. тя говори за това как никога не е очаквала да намери любовта отново след смъртта на съпруга си: „Дори не бях подготвена да бъда готова за това. Беше много, много постепенно и нарастна... Просто е прекрасно.“ Двойката се среща, когато Милс я кани да открие зона за катерици в центъра за диви животни, който той управлява близо до дома ѝ в Съри, Англия. От доста време Денч живее в село Аутууд (Outwood), Съри.
В началото на 2012 г. тя говори за дегенерацията на макулата на очите си, за която е лекувана с инжекции в окото. Тя казва, че има нужда някой да ѝ чете сценария. През 2013 г. претърпява операция на коляното, но заявява, че се е възстановила добре и че за нея това не е проблем. Поради операцията обаче не може да присъства на връчването на наградите „Оскар“ през 2007 г.
Денч е откровен критик на предразсъдъците във филмовата индустрия към по-възрастните актриси. През 2014 г. тя заявява: „Омръзна ми да ми казват, че съм твърде възрастна, за да опитам нещо. Би трябвало да мога да решавам сама дали не мога да правя неща и никой да не ми казва, че ще забравя репликите си или че ще се спъна и ще падна на снимачната площадка“, и също: „Възрастта е число. Това е нещо, което ти е наложено... Подлудява ме, когато хората казват: „Ще се пенсионираш ли? Не е ли време да си починеш? Или кажи ми годините [си].“ Въпреки това, когато Денч е на 78 г., тя споделя, че взима хранителна добавка за подобряване на паметта, която да ѝ помага да запаметява репликите си. 85-годишната Денч се появява на корицата на списание „Вог“ през юни 2020 г. и става най-възрастното лице, показвано на корицата на британското издание
През 2013 г. актрисата говори за личната си религиозна вяра. Квакерката Денч казва: „Мисля, че това определя всичко, което правя... Не бих могла без нея.“
През март 2013 г. тя е включена в Списъка на 50-те най-добре облечени лица над 50 години на вестник „Гардиън“. Една от най-известните актриси в популярната британска култура, тя се появява в списъка на Debrett за най-влиятелните хора във Великобритания за 2017 г.
През 1970 г. Денч е номинирана за офицер на Ордена на Британската империя (OBE) на церемонията по връчване на наградите за рождения ден на кралица Елизабет II, а през 1988 г. – за Дама командор на Ордена на Британската империя (DBE) на церемонията по връчване на наградите за Нова година. През 2005 г. е наградена с Ордена на кавалерите на честта (CH) на Церемонията на връчване на наградите за рождения ден на кралицата.
На дясната си китка има татуирано Carpe diem (от лат. Улови деня).

### Благотворителна и неправителствена дейност
Денч работи в подкрепа на множество благотворителни организации. Още в края на 90-те години според биографа ѝ Джон Милър тя е патрон на над 180 благотворителни организации, много от които са свързани с театъра или с медицински каузи (като напр. York Against Cancer). Денч е патрон на The Leaveners (организация за сценични изкуства, състояща се от членове на Религиозното дружество на приятелите (квакери)), Friends School Saffron Walden (частно квакерско училище в град Сафрън Уолдън, Есекс, закрито през 2017 г.), The Archway Theatre (аматьорски театър в град Хорли, Съри) и на лондонската НПО OnePlusOne Marriage and Partnership Research (водеща изследователска благотворителна организация, целяща укрепването на връзките в двойките, семействата, общностите и на работните места). През 2006 г. тя става президентка на Академията за театрално изкуство Mountview в Лондон на мястото на сър Джон Милс. От 1985 г. е президентка на Questors Theatre в лондонския квартал Илинг, чиято основната зала е известна като „Джуди Денч Плейхаус“ – единственият театър, носещ нейното име. Денч е патрон на училище Ovingdean Hall – специално дневно училище и интернат за глухонеми деца и такива с увреден слух в Брайтън, закрито през 2010 г. Тя и вицепрезидентка на Фондация „Литъл“ (The William Little Foundation), чиято цел е инициирането и финансирането на изследвания за причините и профилактика на церебралната парализа и на други свързани с развитието на нервната система болести. Актрисата е дългогодишен и активен вицепрезидент на националната благотворителна организация за хората с увреждания Revitalise, която осигурява достъпни почивки за тях.
Денч работи с неправителствената организация за правата на коренните народи Survival International, провеждайки кампания в защита на племенната Сан в Ботсвана и Архуако в Колумбия. Тя прави малък видеоклип, в който казва, че Сана са жертви на тирания, алчност и расизъм. Денч също така е патрон на лондонската благотворителна организация Karuna Trust в подкрепа на работата сред някои от най-бедните и потиснати хора в Индия.
На 15 януари 2011 г. Dr Hadwen Trust (дн. Animal Free Research UK (AFRUK)) – благотворителна организация за медицински изследвания в Обединеното кралство, която финансира и популяризира техники, които да заменят опитите върху животни, обявява, че Денч е станала техен патрон, присъединявайки се, наред с други, към актрисата Джоана Лъмли и художника Дейвид Шепърд. На 19 март 2012 г. е обявено, че Денч предстои да стане почетен патрон на благотворителната организация Everton in the Community – официалната благотворителна организация на ФК Евертън и е съобщено, че тя е тяхна фенка.
Денч е патрон и президентка на фондацията на възпитаниците на театралната школа Drama Studio London и вицепрезидентка на неправителствената организация за опазване на дивата природа „Фауна ънд Флора Интернешънъл“. Участва многократно в инициативата „Скица за оцеляване“ (Sketch for Survival) на „Изследователи срещу изчезването“ за набиране на средства за защита на дивата природа, в която знаменитости се присъединяват към видни художници на дивата природа в скицирането на дивата природа колкото е възможно по-добре за 26 минути, а творбите се продават на търг.
Актрисата е съветник на Американския шекспиров център – регионална театрална компания от град Стентън, Вирджиния. Тя е патрон на Шекспировия училищен фестивал – благотворителна организация, която дава възможност на ученици в цяла Великобритания да представят Шекспир в професионални театри. Тя също така е патрон на Shakespeare North – проект за изграждане на театър в град Прескот, който трябва да бъде открит през 2022 г., и на East Park Riding for the Disabled – школа за езда за деца с увреждания в селището Нючапъл в Съри.
През 2011 г. заедно със Стинг и с милиардера предприемач Ричард Брансън Денч публично призовава политиците да приемат по-прогресивни политики за наркотиците, като декриминализират употребата им.

## Почести
| Страна             | Дата        | Назначение                                     | Абревиатура |
| ------------------ | ----------- | ---------------------------------------------- | ----------- |
| Обединено кралство | 1970 – 1988 | Офицер на Ордена на Британската империя        | OBE         |
| Обединено кралство | 1988 – днес | Дама командор на Ордена на Британската империя | DBE         |
| Обединено кралство | 2005 – днес | Орден на кавалерите на честта                  | CH          |

| Място  | Дата                    | Учебно заведение                                                                    | Позиция          |
| ------ | ----------------------- | ----------------------------------------------------------------------------------- | ---------------- |
| Англия | 7 юли 2005 –            | Колеж „Люси Кавендиш“, Кеймбриджки университет                                      | Почетно членство |
| Англия | 18 февруари 2013 – днес | Кралско централно училище за реч и драма (Royal Central School of Speech and Drama) | Почетно членство |

| Място           | Дата          | Учебно заведение             | Степен                            |
| --------------- | ------------- | ---------------------------- | --------------------------------- |
| Англия          | 6 юни 1992    | Open University              | Doctor of the University (D.Univ) |
| Англия          | 1 юли 1996    | Университет „Съри“           | Doctor of the University (D.Univ) |
| Англия          | 28 юни 2000   | Оксфордски университет       | Doctor of Letters (D.Litt)        |
| Шотландия       | юли 2000      | Университет „Куин Мери“      | Doctor of Letters (D.Litt)        |
| Англия          | 2001          | Университет „Дърам“          | Doctor of Letters (D.Litt)        |
| Англия          | 17 юли 2002   | Университет „Лийдс“          | Doctor of Letters (D.Litt)        |
| Шотландия       | 24 юни 2008   | Университет „Сейнт Ендрюс“   | Doctor of Letters (D.Litt)        |
| Англия          | 22 юли 2010   | Университет „Нотингам Трент“ | Doctor of Letters (D.Litt)        |
| Англия          | 26 юни 2013   | Университет „Стърлинг“       | Doctor of the University (D.Univ) |
| Масачузетс, САЩ | май 2017      | Харвардски университет       | Doctor of Arts (D.Arts)           |
| Англия          | октомври 2019 | Университет „Уинчестър“      | Doctor of Arts (D.Arts)           |

| Място              | Дата            | Организация                                                                        | Позиция                |
| ------------------ | --------------- | ---------------------------------------------------------------------------------- | ---------------------- |
| САЩ                | 1997 – днес     | Академия за филмови изкуства и науки (Academy of Motion Picture Arts and Sciences) | член (актьорски крило) |
| Обединено кралство | 2001 – днес     | Британска академия за филмово и телевизионно изкуство                              | Fellow                 |
| Обединено кралство | май 2006 – днес | Кралско дружество на изкуствата (Royal Society of Arts)                            | Fellow (FRSA)          |
| Обединено кралство | юни 2011 – днес | Британски филмов институт (British Film Institute)                                 | Fellow                 |
| Обединено кралство |                 | Британска Шекспирова асоциация (British Shakespeare Association)                   | Патрон                 |
| Обединено кралство |                 | Оксфорд Плейхаус (Oxford Playhouse)                                                | Патрон                 |

| Място              | Дата        | Организация                     | Награда                    |
| ------------------ | ----------- | ------------------------------- | -------------------------- |
| Обединено кралство | 2000        | Кралско дружество за изкуствата | Медал „Бенджамин Франклин“ |
| Йорк               | 13 юли 2002 | Община Йорк                     | Freedom of the City        |
| Лондон             | 21 юни 2011 | Лондон                          | Freedom of the City        |

## Участия
| година | заглавие                             | оригинално заглавие                         | роля                     | режисьор                    | жанр                            | бел.         |
| ------ | ------------------------------------ | ------------------------------------------- | ------------------------ | --------------------------- | ------------------------------- | ------------ |
| 1962   |                                      | The Cherry Orchard                          | Аня                      | Майкъл Елиът                | комедия                         | тв филм      |
| 1964   | Третата тайна                        | The Third Secret                            | Мис Хъмфрис              | Чарлз Крайтън               | криминален, драма               |              |
| 1965   |                                      | Four in the Morning                         | съпруга                  | Антъни Симънс               | драма                           |              |
| 1965   |                                      | A Study in Terror                           | Сали                     | Джеймс Хил                  | криминален, трилър              |              |
| 1965   |                                      | He Who Rides a Tiger                        | Джоан                    | Чарлз Крайтън               | криминален, драма               |              |
| 1968   | Сън в лятна нощ                      | A Midsummer Night's Dream                   | Титания                  | Питър Хол                   | комедия, фентъзи                |              |
| 1974   | Лутер                                | Luther                                      | Катерина Лутер           | Гай Грийн                   | биографичен, драма              |              |
| 1974   |                                      | Dead Cert                                   | Лора Дейвидсън           | Тони Ричардсън              | трилър, драма                   |              |
| 1979   | Комедия от грешки                    | The Comedy of Errors                        | Адриана                  | Филип Касон                 | комедия, музикален              |              |
| 1979   |                                      | A Performance of Macbeth                    | Лейди Макбет             | Филип Касон                 | драма                           | тв филм      |
| 1981   | Вишнева градина                      | The Cherry Orchard                          | мадам Раневски           | Ричард Еър                  | драма                           | тв филм      |
| 1983   |                                      | Saigon – Year of the Cat                    | Барбара Дийн             | Стивън Фриърз               | драма                           | тв филм      |
| 1985   | Уедърби                              | Wetherby                                    | Марша Пилбъроу           | Дейвид Хеър                 | драма, мистерия                 |              |
| 1985   | Стая с изглед                        | A Room with a View                          | Елеанор Лавиш            | Джеймс Айвъри               | драма, романтичен               |              |
| 1985   |                                      | Mr. and Mrs. Edgehill                       | Дори Еджхил              | Гейвин Милър                | драма                           | тв филм      |
| 1985   |                                      | The Browning Version                        | Мили Крокър-Харис        | Майкъл А. Симпсън           | драма                           | тв филм      |
| 1987   | Чаринг крос роуд No.84               | 84 Charing Cross Road                       | Нора Доел                | Дейвид Джоунс               | драма, биографичен, романтичен  |              |
| 1988   | Шепа прах                            | A Handful of Dust                           | Г-жа Бийвър              | Чарлз Стъридж               | драма, романтичен               |              |
| 1989   | Хенри V                              | Henry V                                     | мадам Куикли             | Кенет Брана                 | драма, биографичен              |              |
| 1995   |                                      | Jack & Sarah                                | Маргарет                 | Тим Съливан                 | комедия, драма                  |              |
| 1995   | Златното око                         | Golden Eye                                  | М                        | Мартин Кембъл               | екшън, трилър                   |              |
| 1996   | Хамлет                               | Hamlet                                      | Хекуба                   | Кенет Брана                 | драма                           |              |
| 1997   | Мисис Браун                          | Mrs. Brown                                  | кралица Виктория         | Джон Мадън                  | биографичен, драма, исторически |              |
| 1997   | Винаги ще има утре                   | Tomorrow Never Dies                         | М                        | Роджър Спотисуд             | екшън, трилър                   |              |
| 1998   | Влюбеният Шекспир                    | Shakespeare in Love                         | кралица Елизабет         | Джон Мадън                  | драма, исторически              |              |
| 1999   | Чай с Мусолини                       | Un tè con Mussolini                         | Арабела                  | Франко Дзефирели            | драма, военен                   |              |
| 1999   | Само един свят не стига              | The World Is Not Enough                     | М                        | Майкъл Аптед                | екшън, трилър                   |              |
| 1999   |                                      | License to Trill                            | М                        | Кейт Мелтън                 | екшън                           | късометражен |
| 2000   |                                      | The Last of the Blonde Bombshells           | Елизабет                 | Джилс Маккинън              | комедия, музикален              | тв филм      |
| 2000   | Шоколад                              | Chocolat                                    | Арманда Войзин           | Ласе Халстрьом              | драма, романтичен               |              |
| 2001   | Айрис                                | Iris                                        | Айрис Мърдок             | Ричард Еир                  | биографичен, драма              |              |
| 2001   | Местни новини                        | The Shipping News                           | Агнис Хам                | Ласе Халстрьом              | драма                           |              |
| 2002   | Не умирай днес                       | Die Another Day                             | М                        | Лий Тамахори                | екшън, трилър                   |              |
| 2002   | Колко е важно да бъдеш сериозен      | The Importance of Being Earnest             | Лейди Бракнел            | Оливър Паркър               | комедия, драма, романтичен      |              |
| 2004   | Хрониките на Ридик                   | The Chronicles of Riddick                   | Аереон                   | Дейвид Туоти                | научнофантастичен               |              |
| 2004   | Дами в лилаво                        | Ladies in Lavender                          | Урсула Уидингтън         | Чарлс Данс                  | драма, романтичен, музикален    |              |
| 2005   | Гордост и предразсъдъци              | Pride & Prejudice                           | лейди Катерин де Бърг    | Джо Райт                    | драма, романтичен               |              |
| 2005   | Госпожа Хендерсън представя          | Mrs Henderson Presents                      | мисис Лора Хендерсън     | Стивън Фриърс               | драма, комедия                  |              |
| 2006   | Казино Роял                          | Casino Royale                               | М                        | Мартин Кембъл               | екшън, трилър                   |              |
| 2006   | Записки по един скандал              | Notes on a Scandal                          | Барбара Ковет            | Ричард Еър                  | драма                           |              |
| 2008   | Спектър на утехата                   | Quantum of Solace                           | М                        | Марк Фостър                 | екшън, трилър                   |              |
| 2009   | Истерия                              | Rage                                        | Мона Карвел              | Сали Потър                  | драма                           |              |
| 2009   | Девет                                | Nine                                        | Лили                     | Роб Маршал                  | драма, музикален, романтичен    |              |
| 2011   | Джейн Еър                            | Jane Eyre                                   | Г-жа Феърфакс            | Кари Джоги Фуконага         | драма, романтичен               |              |
| 2011   | Карибски пирати: В непознати води    | Pirates of the Caribbean: On Stranger Tides | дама от висшето общество | Роб Маршал                  | приключенски, екшън, фентъзи    |              |
| 2011   | Моята седмица с Мерилин              | My Week with Marilyn                        | Дама Сибил Торндайк      | Саймън Къртис               | биографичен, драма              |              |
| 2011   | Джей Едгар                           | J. Edgar                                    | Ани Хувър                | Клинт Истууд                | биографичен, драма, романтичен  |              |
| 2011   | Най-екзотичният хотел „Мариголд“     | The Best Exotic Marigold Hotel              | Евелин Грийнслейд        | Джон Мадън                  | комедия, драма                  |              |
| 2012   |                                      | Friend Request Pending                      | Мери                     | Крис Фогин                  | комедия, драма                  | късометражен |
| 2012   | 007 Координати Скайфол               | Skyfall                                     | М                        | Сам Мендес                  | екшън, трилър                   |              |
| 2012   |                                      | Run for Your Wife                           | лоша жена                | Рей Куни, Джон Лутон        | комедия                         |              |
| 2013   | Филомена                             | Philomena                                   | Филомена Лий             | Стивън Фриърс               | комедия, биографичен, драма     |              |
| 2015   | Тайните на Мистър Хопи               | Roald Dahl's Esio Trot                      | Г-жа Силвър              | Диърбла Уолш                | комедия, драма, романтичен      | тв филм      |
| 2015   | Най-екзотичният хотел Мариголд 2     | The Second Best Exotic Marigold Hotel       | Евелин Грийнслейд        | Джон Мадън                  | комедия, драма                  |              |
| 2015   |                                      | The Vote                                    | Кристин Меткалф          | Джоси Рурк, Тони Гренч-Смит | комедия, драма                  | тв филм      |
| 2015   | Спектър                              | Spectre                                     | М                        | Сам Мендес                  | екшън, трилър                   | неизписана   |
| 2015   | Зимна приказка                       | Branagh Theatre Live: The Winter's Tale     | Полина                   | Кенет Брана и др.           | драма                           |              |
| 2016   | Домът на мис Перигрин за чудати деца | Miss Peregrine's Home for Peculiar Children | Есмералда Авосет         | Тим Бъртън                  | драма, семеен, приключенски     |              |
| 2017   | Треска за лалета                     | Tulip Fever                                 | Абис                     | Джъстин Чадуик              | драма, исторически, романтичен  |              |
| 2017   | Довереникът на кралицата             | Victoria & Abdul                            | Кралица Виктория         | Стивън Фриърс               | драма, исторически, биографичен |              |
| 2017   | Убийство в Ориент Експрес            | Murder on the Orient Express                | Принцеса Драгомиров      | Кенет Брана                 | криминален, драма               |              |
| 2018   | Червената Джоан                      | Red Joan                                    | Джоан                    | Тревър Нън                  | драма, биографичен, трилър      |              |
| 2018   | Всичко е истина                      | All Is True                                 | Ан Шекспир               | Кенет Брана                 | биографичен, драма, исторически |              |
| 2019   | Котките                              | Cats                                        | Старата Дютерономи       | Том Хупър                   | комедия, драма, музикален       |              |
| 2020   | Тайната на Артемис Фоул              | Artemis Fowl                                | Командир Рут             | Кенет Брана                 | приключенски, фентъзи           |              |
| 2020   | Отмъщението на бившата               | Blithe Spirit                               | Мадам Сесили Аркати      | Едуард Хол                  | комедия, фентъзи                |              |
| 2020   | Шест минути до полунощ               | Six Minutes to Midnight                     | Мис Рочол                | Анди Годард                 | драма, трилър                   |              |
| 2021   |                                      | Off the Rails                               | Даяна                    | Джулс Уилямсън              | комедия                         |              |
| 2021   |                                      | Belfast                                     | баба                     | Кенет Брана                 | драма                           |              |
| 2022   |                                      | Allelujah                                   | Мери Мос                 | Ричард Еър                  | драма                           |              |
| 2022   |                                      | Spirited                                    | дама Джуди Денч          | Шон Андърс                  | комедия, семеен                 |              |

| година      | заглавие      | оригинално заглавие    | епизод                                                                                                   | роля                                               | жанр                       | бел.       |
| ----------- | ------------- | ---------------------- | --- | -------------------------------------------------- | -------------------------- | ---------- |
| 1959        |               | Hilda Lessways         | Всички 6 еп.                                                                                             | Хилда Лесуейс                                      | драма                      |            |
| 1960        |               | The Terrible Choice    | Confound All Unity, Knavery's Plain Face, Dr. Faustus Part 1: A Deed of Gift, The Castle of Perseverance | Добрият ангел/Дездемона/Ан                         | семеен                     |            |
| 1960        |               | Armchair Theatre       | Pink String and Sealing Wax                                                                              | Емили Щрахан                                       | драма                      |            |
| 1960        |               | An Age of Kings        | Henry V Part 1: Signs of War, Henry V Part 2: The Band of Brothers                                       | Катерина (принцеса на Франция)                     | драма                      |            |
| 1960        |               | The Four Just Men      | Treviso Dam                                                                                              | Ана                                                | драма                      |            |
| 1963        |               | Love Story             | Love in a Small Town                                                                                     | Пат Маккендрик                                     | драма                      |            |
| 1963        |               | Z Cars                 | Made for Each Other                                                                                      | Елена Колинс                                       | криминален, драма          |            |
|             |               | Detective              | Dishonoured Bones                                                                                        | Шарлот Ревел                                       | криминален, драма          |            |
| 1964        |               | Festival               | August for the People                                                                                    | Анджела Туейтс                                     | драма                      |            |
| 1965        |               | The Troubleshouters    | Safety Man                                                                                               | Гуийнет Еванс                                      | драма                      |            |
| 1959/1966   |               | ITV Play of the Week   | 6 еп. | Кейт Баркли, майор Барбара Андършафт, Сюзана и др. | драма, комедия             |            |
| 1966        |               | Court Martial          | Let No Man Speak                                                                                         | Марти                                              | криминален, драма          |            |
| 1964 – 1966 |               | Theatre 625            | Всички 7 еп.                                                                                             | Валентайн Уаноп, Тери Стивънс дъщеря               | драма                      |            |
| 1966        |               | BBC Play of the Month  | Days to Come                                                                                             | Елизабет Морис                                     | драма                      |            |
| 1970        |               | Confession             | Neighbours                                                                                               | жена                                               | драма                      |            |
| 1973        |               | Ooh La La!             | Keep and Eye on Amélie                                                                                   | Амели                                              | комедия                    |            |
| 1978, 1979  |               | BBC2 Play of the Week  | Langrishe Go Down, On Giant's Shoulders                                                                  | Имоген Лангриш, Хейзъл Уайлс                       | криминален, драма          |            |
| 1968, 1979  |               | ITV Playhouse          | On Approval, Village Wooing                                                                              | Зи/Хелън Пейл                                      | комедия, драма             |            |
| 1980        |               | Love in a Cold Climate | Всички 8 еп.                                                                                             | Седи                                               | драма                      | минисериал |
| 1981        |               | BBC2 Playhouse         | Going Gently                                                                                             | Сестра Скарли                                      | драма                      |            |
| 1968 – 1983 |               | Jackanory              | 30 епизода                                                                                               | разказвачка на истории                             | семеен, фентъзи            |            |
| 1981 – 1984 |               | A Fine Romance         | 24 епизода                                                                                               | Лора                                               | комедия, романтичен        |            |
| 1987        |               | Theatre Night          | Make and Break, Ghosts                                                                                   | г-жа Роджърс, г-жа Алвин                           | комедия, драма, романтичен |            |
| 1989        |               | Behaving Badly         | Всички 4 еп.                                                                                             | Бриджит                                            | драма                      | минисериал |
| 1990        |               | Screen One             | Can You Hear Me Thinking?                                                                                | Ан                                                 | комедия, криминален, драма |            |
| 1991        |               | Performance            | Absolute Hell                                                                                            | Кристин Фоскет                                     | драма                      |            |
| 1992        |               | The Torch              | Всички 6 еп.                                                                                             | Аба                                                | драма, семеен              | минисериал |
| 1992 – 2005 |               | As Time Goes By        | всички 67 еп.                                                                                            | Джийн Хардкасъл/ Джийн Паргетър                    | комедия, романтичен        |            |
| 2007 – 2009 | Кранфорд      | Cranford               | всички 7 еп.                                                                                             | Мис Мати Дженкинс                                  | драма                      |            |
| 2016        | Кухата корона | Hollow Crown           | Richard III                                                                                              | Сесили                                             | драма, исторически         |            |
| 2020        |               | Staged                 | The Cookie Jar                                                                                           | Джуди Денч                                         | комедия, драма             |            |

| година      | заглавие           | оригинално заглавие                                        | роля                  | режисьор              | жанр                                   | бел.               |
| ----------- | ------------------ | ---------------------------------------------------------- | --------------------- | --------------------- | -------------------------------------- | ------------------ |
| 1982        |                    | Spaceship Earth                                            | 4-ти разказвач        |                       |                                        | късометражен       |
| 1985        | Ангелски шепот     | The Angelic Conversation                                   | четец на сонети       | Дерек Джарман         | драма                                  |                    |
| 1989        |                    | Smile                                                      | разказвач             |                       |                                        | късометражен       |
| 1994        |                    | Middlematch                                                | Джордж Елиът          |                       | драма, исторически                     | тв минисериал      |
| 1996        |                    | A Wizard of Earthsea                                       | разказвач             |                       | радио сериал                           | BBC Radio 4        |
| 1996        |                    | The Great War and the Shaping of the 20th Century          | разказвач             |                       | документален, исторически, биографичен | тв минисериал      |
| 1998        |                    | The Bear                                                   | разказвач             | Хилъри Одюс           | анимация                               | късометражно видео |
| 2000        |                    | Into the Arms of Strangers: Stories of the Kindertransport | разказвач             | Марк Джонатан Харис   | документален, военен, исторически      |                    |
| 2001 – 2006 |                    | Angelina Ballerina                                         | Мис Лили              | Барбара Слейд         | анимационен                            | тв сериал          |
| 2002        |                    | Angelina Ballerina: The Show Must Go On                    | Мис Лили              | Кити Тейлър           | анимационен                            | тв филм            |
| 2003        |                    | Bugs!                                                      | разказвач             | Майк Слий             | документален                           | късометражен       |
| 2003        |                    | James Bond 007: Everything or Nothing                      | М                     |                       | видеоигра                              |                    |
| 2004        | Бандата на кравите | Home on the Range                                          | Г-жа Калоуей          | Уил Фин, Джон Санфорд | анимационен, приключенски              |                    |
| 2004        | A Dairy Tale       |                                                            | Г-жа Калоуей          | Уил Фин, Джон Санфорд | анимационен, приключенски              |                    |
| 2004        |                    | James Bond 007: Everything or Nothing                      | М                     |                       | видеоигра                              |                    |
| 2004        |                    | GoldenEye: Rogue Agent                                     | М                     |                       | видеоигра                              |                    |
| 2005        |                    | Angelina Ballerina: Angelina's Princess Dance              | Мис Лили              |                       | анимационен                            | видео              |
| 2006        |                    | Doogal                                                     | разказвач             | Дейв Бортуик и др.    | анимация, приключенски                 |                    |
| 2006        |                    | Angelina Ballerina: Angelina Sets Sail                     | Мис Лили              |                       | анимационен                            |                    |
| 2007        |                    | Angelina Ballerina: The Silver Locket                      | Мис Лили              |                       | анимационен                            | видео              |
| 2008        |                    | 007: Quantum of Solace                                     | М                     |                       | видеоигра                              |                    |
| 2010        |                    | GoldenEye 007                                              | М                     |                       | видеоигра                              |                    |
| 2010        |                    | James Bond 007: Blood Stone                                | М                     |                       | видеоигра                              |                    |
| 2011        |                    | Angelina Ballerina: Ballet Dreams                          | Мис Лили              |                       | анимационен                            | видео              |
| 2011        |                    | James Bond Supports International Women's Day              | M                     | Сам Тейлър-Уд         |                                        | късометражен       |
| 2012        |                    | 007 Legends                                                | M                     |                       | видеоигра                              |                    |
| 2018        |                    | Palo Santo                                                 | майката на Пало Санто | Фред Роусън           | научнофантастичен                      | късометражен       |

| година | оригинално заглавие                                                       | роля                         | режисьор              | бел.               |
| ------ | ------------------------------------------------------------------------- | ---------------------------- | --------------------- | ------------------ |
| 1958   | Three Seasons                                                             | 1-ва фея                     | Тери Ашуд             | видео късометражен |
| 1976   | My Homeland                                                               | четец                        | Робърт Вас            | тв филм            |
| 1988   | Caught in the Act                                                         | себе си                      | Мери Гуоткин          | тв филм            |
| 1989   | Henry V: A Little Touch of Harry – The Making of Henry V                  | себе си                      | Мери Гуоткин          | тв филм            |
| 1995   | Westminster Abbey                                                         | себе си                      | Джонатан Стедал       | тв филм            |
| 1995   | GoldenEye: The Secret Files                                               | себе си                      | Джим Стърджън         | тв филм            |
| 1995   | GoldenEye: The Secret Files – The Cast                                    | себе си                      |                       | видео късометражен |
| 1996   | J.R.R.T.: A Film Portrait of J.R.R. Tolkien                               | разказвач                    | Дерек Бейли           | видео              |
| 1997   | James Bond: Shaken and Stirred                                            | себе си                      |                       | тв филм            |
| 1997   | Countdown to Tomorrow                                                     | себе си, М                   | Бал Кроче             | тв филм            |
| 1998   | Highly Classified: The World of 007                                       | себе си                      | Дейвид Хю             | видео              |
| 1999   | The Bond Cocktail                                                         | себе си                      | Роб Дон               | тв филм            |
| 1999   | Behind the scenes with The World is Not Enough                            | себе си                      |                       | видео късометражен |
| 1999   | Shakespeare in Love and on Film                                           | себе си                      |                       | тв филм            |
| 1999   | Billy Connolly: Erect for 30 Years                                        | себе си                      |                       | видео              |
| 2000   | One Taste Is Never Enough... The Pleasures of 'Chocolat'                  | себе си/ Арманд              |                       | тв филм            |
| 2001   | Dive Beneath the Surface of the Shipping News                             | себе си                      |                       | видео късометражен |
| 2001   | A Look at Iris                                                            | себе си                      |                       | видео късометражен |
| 2002   | Bond Girls Are Forever                                                    | себе си                      | Джон Уоткин           | тв филм            |
| 2002   | Premiere Bond: Die Another Day                                            | себе си                      | Ема Рейнолдс          | тв филм            |
| 2002   | Best Bond Ever                                                            | себе си                      | Джон Пайпър и др.     | тв филм            |
| 2002   | Shaken and Stirred on Ice                                                 | себе си/ М                   |                       | видео късометражен |
| 2002   | Happy Anniversary Mr. Bond                                                | себе си/ М                   | Филип Айерс           | тв филм            |
| 2002   | The Bond Essentials                                                       | себе си                      |                       | тв филм            |
| 2003   | Inside 'Die Another Day'                                                  | себе си                      |                       | тв късометражен    |
| 2004   | Maria Callas: Living and Dying for Art and Love                           | себе си                      | Стив Коул             | тв филм            |
| 2004   | The Funny Ladies of British Comedy                                        | себе си                      | Дюан Хууй             | тв филм            |
| 2004   | Peace One Day                                                             | себе си                      | Джеръми Джили         | филм               |
| 2006   | The Stately Homes of Pride & Prejudice: Burghley House                    | себе си/лейди Катрин де Бърг |                       | видео късометражен |
| 2006   | Mrs Henderson Presents: Making Of                                         | себе си                      |                       | видео късометражен |
| 2006   | Directing Bond: The Martin Chronicles                                     | себе си/ М                   |                       | видео късометражен |
| 2006   | Becoming Bond                                                             | себе си                      | Роб Дон               | тв филм            |
| 2006   | Notes on a Scandal: Behind the Scenes                                     | себе си                      |                       | видео късометражен |
| 2007   | The World's a Stage with John Neville                                     | себе си                      | Ари А. Коен           | тв филм            |
| 2007   | The Making of Cranford                                                    | себе си/мис Мати Дженкинс    |                       | видео късометражен |
| 2007   | Notes on a Scandal: The Story of Two Obsessions                           | себе си                      |                       | видео късометражен |
| 2008   | Bond 22 Press Conference                                                  | себе си                      |                       | видео късометражен |
| 2009   | Quantum of Solace: Crew Files Webisodes                                   | себе си                      |                       | видео              |
| 2009   | Cranford in Detail                                                        | себе си/мис Мати Дженкинс    |                       | видео късометражен |
| 2011   | Behind the Britcoms: From Script to Screen                                | себе си като актриса         | Дюан Хуей             | тв филм            |
| 2011   | James Bond 23 Press Conference                                            | себе си                      |                       | видео късометражен |
| 2011   | My Week with Marilyn: The Untold Story of an American Icon                | себе си/дама Сибил Торндайк  |                       | видео късометражен |
| 2012   | Skyfall Videoblog: Sam Mendes                                             | себе си като актриса         |                       | видео късометражен |
| 2012   | Skyfall Videoblog: Bérénice Marlohe                                       | себе си като актриса         |                       | видео късометражен |
| 2012   | Skyfall Videoblog: Production                                             | себе си като актриса         |                       | видео късометражен |
| 2012   | Skyfall Videoblog: Costumes                                               | себе си като актриса         |                       | видео късометражен |
| 2012   | Skyfall Videoblog: London                                                 | себе си като актриса         |                       | видео късометражен |
| 2012   | J. Edgar: A Complicated Man                                               | себе си                      |                       | видео късометражен |
| 2012   | James Bond 50th Anniversary Videoblog                                     | себе си                      |                       | видео късометражен |
| 2012   | Everything or Nothing                                                     | себе си                      | Стивън Райли          | филм               |
| 2012   | The Secrets of Skyfall                                                    | себе си                      |                       | тв филм            |
| 2013   | Bond's Greatest Moments                                                   | себе си / М                  | Дан Стори             | тв филм            |
| 2013   | Shooting Bond                                                             | себе си                      |                       | видео късометражен |
| 2013   | Muse of Fire                                                              | себе си                      | Дан Пул, Джилс Терера | филм               |
| 2013   | National Theatre Live: 50 Years on Stage                                  | Клеопатра, Дезире Армфелд    | различни              | тв филм            |
| 2013   | Making of Philomena                                                       | себе си/ Филомена            |                       | видео късометражен |
| 2014   | Michael Grade's Stars of the Musical Theatre                              | себе си                      | Майкъл Бърк           | тв филм            |
| 2016   | When Phillip Met Prince Philip: 60 Years of the Duke of Edinburgh's Award | себе си                      | Нийл Фегрюсън         | тв филм            |
| 2016   | Judi Dench: All the World's Her Stage                                     | себе си                      | Франсис Уотъли        | тв филм            |
| 2017   | The Actor's Apprenticeship                                                | себе си                      | Люк Дейл              | филм               |
|        | Judi Dench: My Passion for Trees                                          | себе си                      | Харви Лили            | тв филм            |
| 2018   | Nothing Like a Dame (Чай с дамите)                                        | себе си                      | Роджър Мичъл          | филм               |
| 2019   | Humans of Our World: The Journey                                          | себе си                      | Притан Амброаз        | филм               |
| 2019   | Cats and the Movie Musical                                                | себе си                      | Тим Постинс           | тв филм            |

| година           | оригинално заглавие                                  | епизоди                                                                                      | роля                         | бел.         |
| ---------------- | ---------------------------------------------------- | -------------------------------------------------------------------------------------------- | ---------------------------- | ------------ |
| 1968             | Release                                              | By-Line – Ernest Hemingway/Judi Dench Stars in 'Cabaret'; Released 1968                      | себе си                      |              |
| 1969             | Omnibus                                              | So What If It's Just Green Cheese?                                                           | себе си като четец на поезия |              |
| 1976             | Arena                                                | Theatre                                                                                      | Суити Симпкинс               |              |
| 1981             | On the Town                                          | 2.1                                                                                          | себе си                      |              |
| 1982             | It's My Pleasure                                     | Roy Hattersley on Philip Larkin                                                              | себе си                      |              |
| 1982             | Playin Shakespeare                                   | Set Speeches and Soliloquies; Rehearsing the Text                                            | себе си                      |              |
| 1985, 1998       | This Is Your Life                                    | Donald Sinden; Elizabeth Spriggs                                                             | себе си                      |              |
| 1996             | The Great War and the Shaping of the 20th Century    | всички 8 еп.                                                                                 | разказвач                    | минисериал   |
| 1999             | The World Is Not Enough: The Making of a Blockbuster | Production; Post-production and Marketing                                                    | себе си, М                   | минисериал   |
| 1997, 1999, 2000 | Auntie's Bloomers                                    | Auntie's New Winter Bloomers; Auntie's Cracking New Bloomers; Auntie's Smashing New Bloomers | себе си/Джийн                |              |
| 2002             | 60 Minutes                                           | Dame Judi                                                                                    | себе си като актриса         |              |
| 2005             | HBO First Look                                       | 'Pride & Prejudice': A Classic in the Making                                                 | себе си                      | късометражен |
| 2005, 2008       | The South Bank Show                                  | Peter Hall – 50 Years in Theatre: Part 1; Part 2; Bond                                       | себе си                      |              |
| 2008             | 35 mm                                                | 35mm Special: Quantum of Solace (                                                            | себе си, М                   |              |
| 2010             | The South Bank Show Revisited                        | Judi Dench                                                                                   | себе си                      |              |
| 2011             | The Many Faces of...                                 | Dame Judi Dench                                                                              | себе си                      |              |
| 2012             | The Culture Show                                     | Sam Mendes: Licence to Thrill – A Culture Show Special                                       | себе си, разл. персонажи     |              |
| 2015             | In Conversation                                      | Richard Eyre in Conversation with Judi Dench                                                 | себе си                      |              |
| 2019             | Judi Dench's Wild Borneo Adventure                   |                                                                                              | себе си                      | минисериал   |

| година      | оригинално заглавие | част от                                                                 |
| ----------- | --- | ----------------------------------------------------------------------- |
| 1982 – 1984 | Rule, Britannia!, Boogie Woogie Bugle Boy                                                                                        | Furniture, The Telephone Call (еп. на A Fine Romance)                   |
| 1993 – 1997 | Walkin' My Baby Back Home, Raindrops Keep Fallin' On My Head                                                                     | Misunderstandings, What's Wrong with Mrs Bale? (еп. на as Time Goes By) |
| 2009        | "Folies Bergère" | Девет                                                                   |
| 2013        | Send in the Clowns | National Theatre Live: 50 Years on Stage                                |
| 2015        | Good Night | Тайните на Мистър Хопи                                                  |
| 2017        | I'm Called Little Buttercup | Довереникът на кралицата                                                |
| 2017        | Ju-to-the-Di | еп. от 15 септ. на Good Morning Britain                                 |
| 2019        | "Old Deuteronomy", "The Moments of Happiness", "Mr. Mistoffelees", "Beautiful Ghosts (Short Reprise)", "The Ad-Dressing of Cats" | Котките                                                                 |
| 2020        | "Mr. Mistoffeless", "The Ad-Dressing of Cats"                                                                                    | Top 10 Scenes in Cats That Will Make You Cringe (еп. от WatchMojo)      |
| 2020        | Old Deuteronomy | CATS review (еп. от Ralphthemoviemaker)                                 |
| 2020        | The Ad-Dressing of Cats | Why Is Cats? (еп. на Lindsay Ellis' Essay Collection)                   |

| Година | Заглавие                        | Заглавие на английски                             | Роля                          | Автор                                                            | Режисьор            | Място                                                                                               |
| ------ | ------------------------------- | ------------------------------------------------- | ----------------------------- | ---------------------------------------------------------------- | ------------------- | --------------------------------------------------------------------------------------------------- |
| 1957   | Йоркски цикъл                   | York Mystery Plays                                | Дева Мария                    | Дж. С. Пърбис (адаптация)                                        | Джералдин Стивънсън | Абатство „Сейнт Мери“ (Йорк)                                                                        |
| 1957   | Хамлет                          | Hamleth                                           | Офелия                        | Уилям Шекспир                                                    | Майкъл Бентал       | Олд Вик (Лондон)                                                                                    |
| 1957   | Мяра за мяра                    | Measure for Measure                               | Жулиета                       | Уилям Шекспир                                                    | Майкъл Бентал       | Олд Вик (Лондон)                                                                                    |
| 1957   | Сън в лятна нощ                 | Midsummer's Night Dream                           | 1-ва фея                      | Уилям Шекспир                                                    | Майкъл Бентал       | Олд Вик (Лондон)                                                                                    |
| 1958   | Дванайсета нощ                  | Twelfth Night                                     | Мария                         | Уилям Шекспир                                                    | Майкъл Бентал       | Олд Вик (Лондон) Бродуей (Ню Йорк)                                                                  |
|        | Хенри V                         | Henry V                                           | Катерина                      | Уилям Шекспир                                                    | Майкъл Бентал       | Олд Вик (Лондон) Бродуей (Ню Йорк)                                                                  |
|        | Хенри VIII                      | Henry VIII                                        |                               | Уилям Шекспир                                                    | Майкъл Бентал       | Олд Вик (Лондон)                                                                                    |
|        | Хенри VI, част 1                | Henry VI, part 1                                  |                               | Уилям Шекспир                                                    | Майкъл Бентал       | Олд Вик (Лондон)                                                                                    |
|        | Хенри VI, част 2                | Henry VI, part 2                                  |                               | Уилям Шекспир                                                    | Майкъл Бентал       | Олд Вик (Лондон)                                                                                    |
|        | Крал Лир                        | King Lear                                         | Регана                        | Уилям Шекспир                                                    | Майкъл Бентал       | Олд Вик (Лондон)                                                                                    |
| 1959   | Както ви харесва                | As You Like It                                    | Фебе                          | Уилям Шекспир                                                    | Майкъл Бентал       | Олд Вик (Лондон)                                                                                    |
| 1959   | Веселите уиндзорки              | The Merry Wives of Windsor                        | Ан Пейдж                      | Уилям Шекспир                                                    | Майкъл Бентал       | Олд Вик (Лондон)                                                                                    |
| 1959   |                                 | The Double Dealer                                 | Синтия                        | Уилям Конгрив                                                    | Майкъл Бентал       | Олд Вик (Лондон)                                                                                    |
| 1959   | Колко е важно да бъдеш сериозен | The Importance of Being Earnest                   | Сесилия                       | Оскар Уайлд                                                      | Майкъл Бентал       | Олд Вик (Лондон)                                                                                    |
| 1960   | Ричард II                       | Richard III                                       | Кралицата                     | Уилям Шекспир                                                    | Майкъл Бентал       | Олд Вик (Лондон)                                                                                    |
| 1960   |                                 | She stoops to Conquer, or the Mistakes of a Night | Кейт Хардкасъл                | Оливър Голдсмит                                                  | Майкъл Бентал       | Олд Вик (Лондон)                                                                                    |
| 1960   | Ромео и Жулиета                 | Romeo and Juliette                                | Жулиета                       | Уилям Шекспир                                                    | Франко Дзефирели    | Олд Вик (Лондон)                                                                                    |
| 1961   | Ромео и Жулиета                 | Romeo and Juliette                                | Жулиета                       | Уилям Шекспир                                                    | Франко Дзефирели    | Венеция и Торино                                                                                    |
| 1961   | Сън в лятна нощ                 | A Midsummer's Night Dream                         | Хермия                        | Уилям Шекспир                                                    | Майкъл Бентал       | Олд Вик (Лондон)                                                                                    |
| 1961   | Вишнева градина                 | The Cherry Orchard                                | Аня                           | Антон Чехов                                                      | Майкъл Елиът        | Театър „Олдуич“ (Лондон)                                                                            |
| 1962   | Мяра за мяра                    | Measure for Measure                               | Изабела                       | Уилям Шекспир                                                    | Джон Блатчли        | Кралски шекспиров театър (Стратфорд на Ейвън)                                                       |
| 1962   | Сън в лятна нощ                 | A Midsummer's Night Dream                         | Тициана                       | Уилям Шекспир                                                    | Питър Хол           | Кралски шекспиров театър (Стратфорд на Ейвън)                                                       |
| 1962   |                                 | A Penny for a Song                                | Доркас Белбойс                | Джон Уитлинг                                                     | Колин Греъм         | Театър „Олдуич“ (Лондон)                                                                            |
| 1963   | Макбет                          | Macbeth                                           | Лейди Макбет                  | Уилям Шекспир                                                    | Джон Невил          | Нотингам Плейхаус (Нотингам)                                                                        |
| 1963   | Дванайсета нощ                  | The Twelfth Night                                 | Виола                         | Уилям Шекспир                                                    | Джон Невил          | Нотингам Плейхаус и на турне в Западна Африка                                                       |
| 1963   |                                 | A Shot in the Dark                                | Йозефа Лотне                  | Хари Куртниц                                                     |                     | Лиричен театър (Лондон)                                                                             |
| 1964   | Три сестри                      | Three Sisters                                     | Ирина                         | Антон Чехов                                                      | Франк Хаузер        | Arts Theatre (Кеймбридж)                                                                            |
| 1964   |                                 | The Twelfth Hour                                  | Анна                          | Алексей Арбузов                                                  | Франк Хаузер        | Оксфорд Плейхаус (Оксфорд)                                                                          |
| 1965   | Алхимистът                      | The Alchemist                                     | Дол Комън                     | Бен Джонсън                                                      | Франк Хаузер        | Оксфорд Плейхаус (Оксфорд)                                                                          |
| 1965   | Ромео и Жанет                   | Romeo and Jeanette                                | Жанет                         | Жан Ануи                                                         | Франк Хаузер        | Оксфорд Плейхаус (Оксфорд)                                                                          |
| 1965   |                                 | The Firescreen                                    | Жаклин                        | Алфред дьо Мюсе                                                  | Франк Хаузер        | Оксфорд Плейхаус (Оксфорд)                                                                          |
| 1965   | Мяра за мяра                    | Measure for Measure                               | Изабела                       | Уилям Шекспир                                                    | Джон Невил          | Нотингам Плейхаус (Нотингам)                                                                        |
| 1965   | Личен живот                     | Private Lives                                     | Аманда                        | Ноъл Кауърд                                                      | Джон Невил          | Нотингам Плейхаус (Нотингам)                                                                        |
| 1966   |                                 | The Country Wife                                  | Марджъри Пинчуайф             | Уилям Уичърли                                                    | Джон Невил          | Нотингам Плейхаус (Нотингам)                                                                        |
| 1966   |                                 | The Astrakan Coat                                 | Барбара                       | Полин Маколей                                                    | Джон Невил          | Нотингам Плейхаус (Нотингам)                                                                        |
| 1966   | Света Йоана                     | St. Joan                                          | Джоан                         | Джордж Бърнард Шоу                                               | Джон Невил          | Нотингам Плейхаус (Нотингам)                                                                        |
| 1966   | Правилата на играта             | The Rules of the Game                             | Силия                         | Жан Реноа                                                        | Франк Хаузер        | Оксфорд Плейхаус (Оксфорд)                                                                          |
| 1966   |                                 | The Promise                                       |                               | Алексей Арбузов                                                  | Франк Хаузер        | Оксфорд Плейхаус (Оксфорд)                                                                          |
| 1967   |                                 | The Promise                                       | Лика                          | Алексей Арбузов                                                  | Франк Хаузер        | Театър „Форчън“ (Лондон)                                                                            |
| 1967   | Кабаре (мюзикъл)                | Cabaret                                           | Сали Боълс                    | Джо Мастероф, Джон Кендър                                        | Джилиан Лин         | Палас театър (Лондон)                                                                               |
| 1969   | Зимна приказка                  | The Winter's Tale                                 | Хермиона/Пердита              | Уилям Шекспир                                                    | Тревър Нън          | Кралски шекспиров театър (Стратфорд на Ейвън)                                                       |
| 1969   |                                 | Women Beware Women                                | Бианка                        | Томас Мидълтън                                                   | Тери Хендс          | Кралски шекспиров театър (Стратфорд на Ейвън)                                                       |
| 1970   | Дванайсета нощ                  | Twelfth Night                                     | Виола                         | Уилям Шекспир                                                    | Джон Бартън         | Кралски шекспиров театър (Стратфорд на Ейвън), Турне в Япония и Австралия, Театър „Олдуич“ (Лондон) |
| 1970   |                                 | London Assurance                                  | Грейс Харкауей                | Дион Бусико                                                      | Роналд Еър          | Театър „Олдуич“ (Лондон)                                                                            |
| 1970   | Майор Барбара                   | Major Barbara                                     | Барбара Андършафт             | Джордж Бърнард Шоу                                               | Клифърд Уилямс      | Театър „Олдуич“ (Лондон)                                                                            |
| 1970   | Венецианският търговец          | The Merchant of Venice                            | Порция                        | Уилям Шекспир                                                    | Тери Хендс          | Кралски шекспиров театър (Стратфорд на Ейвън)                                                       |
| 1971   | Дванайсета нощ                  | Twelfth Night                                     | Виола                         | Уилям Шекспир                                                    | Джон Бартън         | Кралски шекспиров театър (Стратфорд на Ейвън)                                                       |
| 1971   | Много шум за нищо               | Much Adoe for Nothing                             | Беатриче                      | Уилям Шекспир                                                    | Роналд Еър          | Кралски шекспиров театър (Стратфорд на Ейвън)                                                       |
| 1971   | Херцогинята на Амалфи           | The Duchess of Malfi                              | Херцогинята                   | Джон Уебстър                                                     | Клифърд Уилямс      | Кралски шекспиров театър (Стратфорд на Ейвън)                                                       |
| 1972   |                                 | Toad of Toad Hall                                 | Полска мишка/жаба/Майка Зайка | Кенет Греъм                                                      | Юън Смит            | Кралски шекспиров театър (Стратфорд на Ейвън)                                                       |
| 1972   |                                 | London Assurance                                  | Грейс Харкъуей                | Дион Бусико                                                      | Роналд Еър          | Нов театър (Лондон)                                                                                 |
| 1973   | Вълк                            | The Wolf                                          | Вилма                         | Ференц Молнар                                                    | Франк Хаузер        | Оксфорд Плейхаус (Оксфорд)                                                                          |
| 1973   |                                 | Content to Whisper                                | Аурелия                       |                                                                  |                     | Кралски театър в Йорк                                                                               |
| 1974   |                                 | The Good Companions                               | Мис Трант                     | Джон Бойнтън Пристли, Роналд Хорууд, Джони Мерсър и Андре Преван | Бреъм Мъри          | Театър на Нейно величество (Лондон)                                                                 |
| 1974   |                                 | The Gay Lord Quex                                 | Софи Фулгарни                 | Артър Уинг Пинеро                                                | Джон Гилгуд         | Театър „Ноел Кауърд“ (Лондон)                                                                       |
| 1975   |                                 | Too True to Be Good                               | Суити Сипкинс                 | Джордж Бърнард Шоу                                               | Клифърд Уилямс      | Театър „Олдуич“ (Лондон)                                                                            |
| 1975   |                                 | Is There Anybody There?                           |                               | Джон Карол                                                       |                     | Бристъл Олд Вик (Бристъл)                                                                           |
| 1976   | Много шум за нищо               | Much Adoe about Nothing                           | Беатриче                      | Уилям Шекспир                                                    | Джон Бартън         | Кралски шекспиров театър (Стратфорд на Ейвън)                                                       |
| 1976   | Макбет                          | Macbeth                                           | Лейди Макбет                  | Уилям Шекспир                                                    | Тревър Нън          | The Other Place (Стратфорд на Ейвън)                                                                |
| 1976   | Комедия от грешки (мюзикъл)     | The Comedy of Errors                              | Адриана                       | Тревър Нън, Гай Уулфендън                                        | Тревър Нън          | Кралски шекспиров театър (Стратфорд на Ейвън)                                                       |
| 1976   | Крал Лир                        | King Lear                                         | Реган                         | Уилям Шекспир                                                    | Тревър Нън          | Кралски шекспиров театър (Стратфорд на Ейвън)                                                       |
| 1976   |                                 | The Island                                        |                               | Франис Брет Янг                                                  |                     | Бристъл Олд Вик (Бристъл)                                                                           |
| 1977   |                                 | The Boy Friend                                    |                               | Санди Уилсън                                                     | Джилиан Лин         | Кралски шекспиров театър (Стратфорд на Ейвън)                                                       |
| 1977   | Макбет                          | Macbeth                                           | Лейди Макбет                  | Уилям Шекспир                                                    | Тревър Нън          | Dormar Warehouse (Лондон)                                                                           |
| 1977   | Стълбовете на обществото        | The Pillars of the Community                      | Лона Хесъл                    | Хенрик Ибсен                                                     | Джон Бартън         | Театър „Олдуич“ (Лондон)                                                                            |
| 1978   | Комедия от грешки               | The Comedy of Errors                              | Адриана                       | Тревор Нън, Гай Уулфендън                                        | Тревор Нън          | Кралски шекспиров театър (Стратфорд на Ейвън), Театър „Олдуич“ (Лондон)                             |
| 1978   |                                 | The Way of the World                              | Миламант                      | Уилям Конгрив                                                    | Джон Бартън         | Театър „Олдуич“ (Лондон)                                                                            |
| 1978   |                                 | The Monstrous Regiment                            |                               |                                                                  |                     | Олд Вик (Лондон)                                                                                    |
| 1979   | Цимбелин                        | Cymbeline                                         | Имогена                       | Уилям Шекспир                                                    | Дейвид Джоунс       | Кралски шекспиров тетър (Стратфорд на Ейвън)                                                        |
| 1980   |                                 | Juno and the Paycock                              | Джуно Бойл                    | Шок О'Кейси                                                      | Тревър Нън          | Театър „Олдуич“ (Лондон)                                                                            |
| 1981   |                                 | A Village Wooing                                  | млада жена                    | Джордж Бърнард Шоу                                               | Дейвид Кънлиф       | Театър „Ню Енд“ (Лондон)                                                                            |
| 1982   | Фасада                          | Facade                                            |                               | Едит Ситуел                                                      | Ралф Колтай         | Барбикан център (Лондон)                                                                            |
|        | Колко е важно да бъдеш сериозен | The Importance of Being Earnest                   | лейди Бракнъл                 | Оскар Уайлд                                                      | Питър Хол           | Кралски национален театър (Лондон)                                                                  |
|        |                                 | Other Places                                      |                               | Харолд Пинтър                                                    | Питър Хол           | Кралски национален театър (Лондон)                                                                  |
| 1983   |                                 | Pack of Lies                                      | Барбара Джексън               | Хю Уайтмор                                                       | Клифърд Уилямс      | Лиричен театър (Лондон)                                                                             |
| 1984   | Майка Кураж и нейните синове    | Mother Courage and Her Sons                       | Майка Кураж                   | Бертолт Брехт                                                    | Хауърд Дейвис       | Кралски национален театър (Лондон)                                                                  |
| 1984   |                                 | Waste                                             | Ейми О'Конъл                  | Харли Гранвил-Баркър                                             | Джон Бартън         | Барбикан център (Лондон)                                                                            |
| 1985   |                                 | Where There's Will                                |                               | Бърнард Пери                                                     |                     | Барбикан център (Лондон)                                                                            |
| 1985   |                                 | Waste                                             | Ейми О'Конъл                  | Харли Гранвил-Баркър                                             | Джон Бартън         | Лиричен театър (Лондон)                                                                             |
| 1986   |                                 | Mr & Mrs Nobody                                   | Кари Путър                    | Кейт Уотърхаус                                                   | Нед Шерин           | Театър „Гарик“ (Лондон)                                                                             |
| 1987   | Антоний и Клеопатра             | Antony and Cleopatra                              | Клеопатра                     | Уилям Шекспир                                                    |                     | Театър „Лорънс Оливие“ (Лондон) – Кралски национален театър                                         |
| 1987   |                                 | Entertaining Strangers                            | Сара Елдридж                  | Дейвид Едгар                                                     | Питър Хол           | Театър „Лорънс Оливие“ (Лондон) – Кралски национален театър                                         |
| 1987   |                                 | Semi-Monde                                        |                               | Ноъл Кауърд                                                      | Тим Люскомб         | Бристъл Олд Вик (Бристъл)                                                                           |
| 1987   |                                 | Her Infinity Variety                              |                               | Гай Уулфендън                                                    |                     | Олд Вик (Лондон)                                                                                    |
| 1988   | Хамлет                          | Hamlet                                            | Гертруда                      | Уилям Шекспир                                                    | Ричард Еър          | Кралски национален театър (Лондон)                                                                  |
| 1989   | Вишнева градина                 | The Cherry Orchard                                | Мадам Раневская               | Антон Чехов                                                      | Сам Мендес          | Театър „Олдуич“ (Лондон)                                                                            |
| 1989   |                                 | Hedda Gabler                                      |                               | Хенрик Ибсен                                                     |                     | Театър „Котслоу“, Театър „Литълтън“ и Театър „Лорънс Оливие“ (Лондон) – Кралски национален театър   |
| 1989   | Whale                           |                                                   |                               | Хенрик Ибсен                                                     |                     | Театър „Котслоу“, Театър „Литълтън“ и Театър „Лорънс Оливие“ (Лондон) – Кралски национален театър   |
| 1989   |                                 | Ghetto                                            |                               | Дейвид Лан, Джошуа Собо                                          |                     | Театър „Котслоу“, Театър „Литълтън“ и Театър „Лорънс Оливие“ (Лондон) – Кралски национален театър   |
| 1989   | Хамлет                          | Hamlet                                            |                               | Уилям Шекспир                                                    |                     | Театър „Котслоу“, Театър „Литълтън“ и Театър „Лорънс Оливие“ (Лондон) – Кралски национален театър   |
| 1989   | Мизантроп                       | The Misanthrope                                   |                               | Молиер                                                           |                     | Театър „Котслоу“, Театър „Литълтън“ и Театър „Лорънс Оливие“ (Лондон) – Кралски национален театър   |
| 1989   |                                 | The March of Russia                               |                               | Дейвид Стори                                                     |                     | Театър „Котслоу“, Театър „Литълтън“ и Театър „Лорънс Оливие“ (Лондон) – Кралски национален театър   |
| 1989   |                                 | Juno and tthe Paycock                             |                               | Шон О'Кейси                                                      |                     | Театър „Котслоу“, Театър „Литълтън“ и Театър „Лорънс Оливие“ (Лондон) – Кралски национален театър   |
| 1989   |                                 | The Secret Rapture                                |                               | Дейвид Хеър                                                      |                     | Театър „Котслоу“, Театър „Литълтън“ и Театър „Лорънс Оливие“ (Лондон) – Кралски национален театър   |
| 1989   |                                 | The Voysey Inheritance                            |                               | Харли Гравил Баркър                                              |                     | Театър „Котслоу“, Театър „Литълтън“ и Театър „Лорънс Оливие“ (Лондон) – Кралски национален театър   |
| 1989   |                                 | Fuente Ovejuna                                    |                               | Феликс Лупе Де Овега                                             |                     | Театър „Котслоу“, Театър „Литълтън“ и Театър „Лорънс Оливие“ (Лондон) – Кралски национален театър   |
| 1989   |                                 | Tango Varsoviano                                  |                               |                                                                  |                     | Театро Дел Сюр (продукция)                                                                          |
| 1989   |                                 | The Grapes of Wrath                               |                               | Франк Галати (адаптация), Джон Стайнбек                          |                     | Театрална компания „Щепенволф“ от Чикаго (продукция)                                                |
| 1989   |                                 | The Shaughraun                                    |                               | Дион Бусико                                                      |                     | |
| 1989   |                                 | Speed-The-Plow                                    |                               | Дейвид Мамет                                                     |                     | |
| 1989   | Чичо Ваня                       | Uncle Vanya                                       |                               | Антон Чехов                                                      |                     | Московски художествен театър (продукция)                                                            |
| 1989   |                                 | Salome                                            |                               | Оливър Уайлд                                                     |                     | Театър „Котслоу“, Театър „Литълтън“ и Театър „Лорънс Оливие“ (Лондон) – Кралски национален театър   |
| 1989   |                                 | The Magic Carpet                                  |                               | Патриша Гордън                                                   |                     | Театър „Котслоу“, Театър „Литълтън“ и Театър „Лорънс Оливие“ (Лондон) – Кралски национален театър   |
| 1989   |                                 | Man Beast and Virtue                              |                               | Луиджи Пирандело                                                 |                     | Театър „Котслоу“, Театър „Литълтън“ и Театър „Лорънс Оливие“ (Лондон) – Кралски национален театър   |
|        |                                 | The Beaux Strategem                               |                               | Джордж Фаркуар                                                   |                     | Театър „Котслоу“, Театър „Литълтън“ и Театър „Лорънс Оливие“ (Лондон) – Кралски национален театър   |
|        |                                 | The Good Person of Sichuan                        |                               | Бертолт Брехт                                                    |                     | Театър „Котслоу“, Театър „Литълтън“ и Театър „Лорънс Оливие“ (Лондон) – Кралски национален театър   |
|        |                                 | Ma Rainey's Black Bottom                          |                               | Огъст Уилсън                                                     |                     | Театър „Котслоу“, Театър „Литълтън“ и Театър „Лорънс Оливие“ (Лондон) – Кралски национален театър   |
|        |                                 | Bent                                              |                               | Мартин Шерман                                                    |                     | Театър „Котслоу“, Театър „Литълтън“ и Театър „Лорънс Оливие“ (Лондон) – Кралски национален театър   |
|        |                                 | Schism in England                                 |                               | Педро Калдерон де ла Барка                                       |                     | Театър „Котслоу“, Театър „Литълтън“ и Театър „Лорънс Оливие“ (Лондон) – Кралски национален театър   |
|        |                                 | Sucide for Love                                   |                               |                                                                  |                     | Компания „Нинагава“ (Япония) – продукция                                                            |
| 1990   |                                 | The Plough and the Stars                          | Беси Бърджис                  | Шон О'Кейси                                                      |                     | Йънг Вик (Лондон)                                                                                   |
| 1991   |                                 | The Sea                                           | Г-жа Рафи                     | Едуард Бонд                                                      |                     | Театър „Литълтън“ (Лондон) – Кралски национален театър                                              |
| 1992   | Кориолан                        | Coriolanus                                        | Волумния                      | Уилям Шекспир                                                    | Тим Сапъл           | Фестивален театър на Чичестър (Чичестър)                                                            |
| 1992   |                                 | The Gift of the Gorgon                            | Хелън Дамсън                  | Питър Шафър                                                      | Питър Хол           | Барбикан център (Лондон)                                                                            |
| 1993   |                                 | The Gift of the Gorgon                            | Хелън Дамсън                  | Питър Шафър                                                      | Питър Хол           | Театър „Уиндам“ (Лондон)                                                                            |
| 1994   |                                 | The Seagull                                       | Аркадина                      | Антон Чехов                                                      | Джон Кеърд          | Кралски национален театър (Лондон)                                                                  |
| 1995   |                                 | Absolute Hell (The Pink Room)                     | Кристин Фоскет                | Родни Акланд                                                     | Антъни Пейдж        | Театър „Литълтън“ (Лондон) – Кралски национален театър                                              |
| 1996   | Малка нощна музика (мюзикъл)    | A Little Night Music                              | Дезире Армфелд                | Хю Уилър, Стивън Сондхайм                                        | Шон Матиас          | Театър „Лорънс Оливие“ (Лондон) – Кралски национален театър                                         |
| 1997   |                                 | Amy's View                                        | Есме                          | Дейвид Хеър                                                      | Ричард Еър          | Театър „Литълтън“ (Лондон) – Кралски национален театър                                              |
| 1998   |                                 | Amy's View                                        | Есме                          | Дейвид Хеър                                                      | Ричард Еър          | Театър „Олдуич“ (Лондон)                                                                            |
| 1998   |                                 | Filumena Martorano                                | Филумена                      | Едуардо Де Филипо                                                | Питър Хол           | Театър „Пикадили“ (Лондон)                                                                          |
| 1998   | радиопиеса                      | A Very Rare Bird Indeed                           |                               | Пит Тинисууд                                                     |                     | Би Би Си Радио 4                                                                                    |
| 1999   |                                 | Amy's View                                        | Есме                          | Дейвид Хеър                                                      | Ричард Еър          | Театър „Етел Баримор“ (Бродуей, Ню Йорк)                                                            |
| 2001   |                                 | The Royal Family                                  | Фани Кавендиш                 | Джордж С. Кауфман                                                | Питър Хол           | Театър „Хеймаркет“ (Лондон)                                                                         |
| 2002   |                                 | The Breath of Life                                | Франсис                       | Дейвид Хеър                                                      | Хауърд Дейвис       | Театър „Хеймаркет“ (Лондон)                                                                         |
| 2003   | Добрият край оправя всичко      | All's Well That Ends Well                         | Графинята на Рисийон          | Уилям Шекспир                                                    | Грегъри Доран       | Театър „Суон“ (Стратфорд на Ейвън)                                                                  |
| 2004   | Добрият край оправя всичко      | All's Well That Ends Well                         | Графинята на Рисийон          | Уилям Шекспир                                                    | Грегъри Доран       | Gielgud Theatre (Лондон)                                                                            |
| 2006   |                                 | Hey Fever                                         | Джудит Блис                   | Ноъл Кауърд                                                      | Питър Хол           | Театър „Хеймаркет“ (Лондон)                                                                         |
| 2006   | Веселите уиндзорки (мюзикъл)    | The Merry Wives of Windsor                        | Г-ца Куикли                   | Уилям Шекспир                                                    | Грегъри Доран       | Театър „Суон“ (Стратфорд на Ейвън)                                                                  |
| 2009   | Мадам дьо Сад                   | Madame de Sade                                    | Мадам дьо Монтрьой            | Юкио Мишима                                                      | Майкъл Грандадж     | Донмар Уерхаус (Лондон)                                                                             |
| 2010   | Сън в лятна нощ                 | A Midsummer's Night Dream                         | Тициана/Елизабет I            | Уилям Шекспир                                                    | Питър Хол           | Театър „Роуз“ (Лондон)                                                                              |
| 2013   | Питър и Алис                    | Peter and Alice                                   | Алис                          | Джон Логан                                                       | Майкъл Грандадж     | Театър „Ноел Кауърд“ (Лондон)                                                                       |
| 2015   |                                 | The Vote                                          | майка                         | Джеймс Греъм                                                     | Джоси Руркър        | Донмар Уерхоус (Лондон)                                                                             |
| 2016   | Зимна приказка                  | A Winter's Tale                                   | Полина                        | Уилям Шекспир                                                    | Кенет Брана         | Театър „Гарик“ (Лондон)                                                                             |

## Награди и номинации
Награди на Американската Филмова Академия „Оскар“ (САЩ):
- Награда за най-добра актриса в поддържаща роля за Влюбеният Шекспир (1999)
- Номинация за най-добра актриса в главна роля за Мисис Браун (1998)
- Номинация за най-добра актриса в главна роля за Айрис (2002)
- Номинация за най-добра актриса в главна роля за Госпожа Хендерсън представя (2005)
- Номинация за най-добра актриса в главна роля за Бележки по един скандал (2006)
- Номинация за най-добра актриса в поддържаща роля за Шоколад (2001)

Награди „Златен глобус“ (САЩ):
- Награда за най-добра актриса в главна роля за Мисис Браун (1998)
- Номинация за най-добра актриса в главна роля за Бележки по един скандал (2006)
- Номинация за най-добра актриса в главна роля за Госпожа Хендерсън представя (2005)
- Номинация за най-добра актриса в главна роля за Айрис (2002)
- Номинация за най-добра актриса в поддържаща роля за Влюбеният Шекспир (1999)
- Номинация за най-добра актриса в поддържаща роля за Шоколад (2001)

Награди БАФТА:
- Награда за най-добра актриса в поддържаща роля за Стая с изглед (1987)
- Награда за най-добра актриса в поддържаща роля за Шепа прах (1989)
- Награда за най-добра актриса в главна роля за Мисис Браун (1998)
- Награда за най-добра актриса в поддържаща роля за Влюбеният Шекспир (1999)
- Награда за най-добра актриса в главна роля за Айрис (2002)